# Port Authority Trans-Hudson
| PATH-Zug auf dem Weg nach Newark |                      |                                    |                    |
| |                      |                                    |                    |
| Streckenlänge: | 22,2 km              |                                    |                    |
| Spurweite: | 1435 mm (Normalspur) |                                    |                    |
| |                      |                                    |                    |
| \| \| \| 33rd Street \| \| \| \| \| 28th Street \| 1937 geschlossen[1] \| \| \| \| 23rd Street \| \| \| \| \| 19th Street \| 1954 geschlossen[1] \| \| \| \| 14th Street \| \| \| \| \| 9th Street \| \| \| \| \| Christopher Street \| \| \| \| \| World Trade Center \| \| \| \| \| Uptown Tubes • Downtown Tubes \| Hudson River \| \| \| \| Exchange Place \| \| \| \| \| Newport \| \| \| \| \| Grove Street \| \| \| \| \| Hoboken Terminal \| \| \| \| \| Journal Square \| \| \| \| \| PATH Lift Bridge \| Hackensack River \| \| \| \| Manhattan Transfer \| 1937 geschlossen \| \| \| \| \| \| \| \| \| Harrison \| 1937 verlegt \| \| \| \| Centre Street Bridge • Dock Bridge \| Passaic River \| \| \| \| Park Place \| 1937 geschlossen \| \| \| \| Newark \| \| |                      |                                    |                    |
| U-Bahn-Kopfbahnhof Streckenanfang (im Tunnel) |                      | 33rd Street                        | 33rd Street        |
| ehemaliger U-Bahn-Haltepunkt / Haltestelle (im Tunnel) |                      | 28th Street                        | 1937 geschlossen   |
| U-Bahn-Haltepunkt / Haltestelle (im Tunnel) |                      | 23rd Street                        | 23rd Street        |
| ehemaliger U-Bahn-Haltepunkt / Haltestelle (im Tunnel) |                      | 19th Street                        | 1954 geschlossen   |
| U-Bahn-Haltepunkt / Haltestelle (im Tunnel) |                      | 14th Street                        | 14th Street        |
| U-Bahn-Haltepunkt / Haltestelle (im Tunnel) |                      | 9th Street                         | 9th Street         |
| U-Bahn-Haltepunkt / Haltestelle (im Tunnel) |                      | Christopher Street                 | Christopher Street |
| U-Bahn-Strecke (im Tunnel) · U-Bahn-Kopfbahnhof Streckenanfang (im Tunnel) |                      | World Trade Center                 | World Trade Center |
| U-Bahn-Strecke unter Wasserlauf (im Tunnel) · U-Bahn-Strecke unter Wasserlauf (im Tunnel) |                      | Uptown Tubes • Downtown Tubes      | Hudson River       |
| U-Bahn-Strecke (im Tunnel) · U-Bahn-Bahnhof (im Tunnel) |                      | Exchange Place                     | Exchange Place     |
| U-Bahn-Abzweig geradeaus, nach links und von links (im Tunnel) · U-Bahn-Bahnhof quer (im Tunnel) · U-Bahn-Abzweig geradeaus, nach rechts und von rechts (im Tunnel) |                      | Newport                            | Newport            |
| U-Bahn-Strecke (im Tunnel) · U-Bahn-Haltepunkt / Haltestelle (im Tunnel) |                      | Grove Street                       | Grove Street       |
| U-Bahn-Kopfbahnhof Streckenende (im Tunnel) · U-Bahn-Tunnelende |                      | Hoboken Terminal                   | Hoboken Terminal   |
| U-Bahn-Bahnhof |                      | Journal Square                     | Journal Square     |
| U-Bahn-Brücke über Wasserlauf |                      | PATH Lift Bridge                   | Hackensack River   |
| ehemaliger U-Bahn-Bahnhof |                      | Manhattan Transfer                 | 1937 geschlossen   |
| U-Bahn-Strecke von links (außer Betrieb) · U-Bahn-Abzweig geradeaus und ehemals nach rechts |                      |                                    |                    |
| U-Bahn-Haltepunkt / Haltestelle (Strecke außer Betrieb) · U-Bahn-Haltepunkt / Haltestelle |                      | Harrison                           | 1937 verlegt       |
| U-Bahn-Brücke über Wasserlauf (Strecke außer Betrieb) · U-Bahn-Brücke über Wasserlauf |                      | Centre Street Bridge • Dock Bridge | Passaic River      |
| U-Bahn-Kopfbahnhof Streckenende (Strecke außer Betrieb) · U-Bahn-Strecke |                      | Park Place                         | 1937 geschlossen   |
| U-Bahn-Kopfbahnhof Streckenende |                      | Newark                             | Newark             |

Port Authority Trans-Hudson (PATH) ist ein Schienenpersonennahverkehrssystem in der Metropolregion New York der Vereinigten Staaten. Es nutzt zwei Eisenbahntunnel unter dem Hudson River, um Newark, die größte Stadt des Bundesstaates New Jersey, und die Städte Jersey City, Hoboken und Harrison im dicht besiedelten Hudson County mit den Geschäftszentren Lower Manhattan und Midtown Manhattan zu verbinden. PATH ist das zweite U-Bahn-Netz in New York City und unabhängig von der New York City Subway. Es ist seit 1962 im Eigentum der Port Authority of New York and New Jersey.
Das 1906 gegründete private Eisenbahnunternehmen Hudson and Manhattan Railroad (H&M) betrieb die U-Bahn von 1908 bis 1962. Das Streckennetz ist 22,2 Kilometer lang und mit 650 V Gleichstrom über seitliche Stromschiene elektrifiziert. In Manhattan, Hoboken und dem Stadtzentrum von Jersey City verläuft die Bahn auf insgesamt 11,9 km unterirdisch, was etwas mehr als die Hälfte der Gesamtlänge ausmacht. Westlich der Station Grove Street verläuft sie in Einschnitten, ebenerdig oder auf Dämmen. Die aus gusseisernen Tübbingen im Schildvortrieb-Verfahren gebauten Unterwassertunnel „Uptown Hudson Tubes“ (eröffnet 1908) und „Downtown Hudson Tubes“ (eröffnet 1909) gelten als älteste Eisenbahntunnel der USA, die einen größeren Fluss unterqueren. Sie sind seit 1978 als Meilensteine der Ingenieurbaukunst eingetragen.
Gemessen an den Fahrgastzahlen liegt PATH bei den U-Bahn-Netzen der Vereinigten Staaten auf dem fünften Rang. Anfang 2023 fanden pro Monat rund 4,1 Millionen Fahrgastfahrten statt.:2 Die Bahnen verkehren jeden Tag rund um die Uhr. PATH bietet Umsteigemöglichkeiten zu Massenverkehrsmitteln wie Stadt-, Regional- und Fernbussen, der Hudson-Bergen Light Rail, der Newark Light Rail, der New Yorker U-Bahn, Vorortzügen von New Jersey Transit, Metro-North Railroad und Long Island Rail Road sowie zu allen Amtrak-Linien auf dem Nordostkorridor einschließlich der Hochgeschwindigkeitszüge Acela.
Die 13 Stationen der PATH (6 in Manhattan und 7 in New Jersey) sind im Durchschnitt die am weitaus stärksten genutzten U-Bahn-Stationen der Vereinigten Staaten. Es gibt keinen Tarifverbund, beim Umsteigen von anderen Verkehrsgesellschaften ist stets ein PATH-eigener Fahrpreis zu entrichten. Lediglich vorab mit Guthaben aufgeladene Metrocards der Metropolitan Transportation Authority können verwendet werden. Bei außerordentlichen Betriebssituationen zwischen Newark Pennsylvania Station und New York Pennsylvania Station werden Fahrausweise von New Jersey Transit anerkannt.

## Geschichte

### Kopfbahnhöfe am New Yorker Hafen

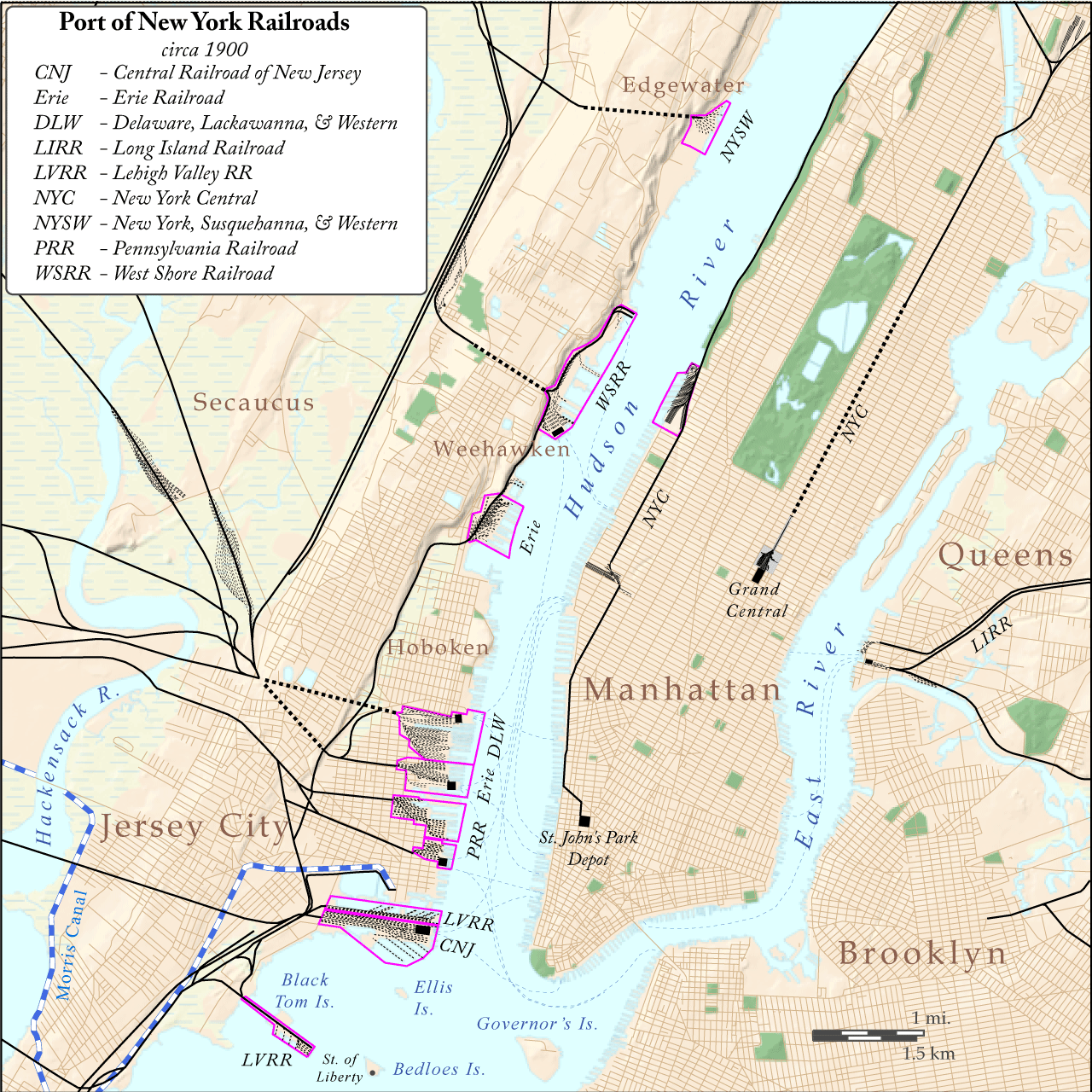
Landkarte um 1900 mit Strecken und den großen Kopfbahnhöfen in New Jersey (links), die mit Fähren über den Hudson River mit Manhattan (mittig) verbunden waren

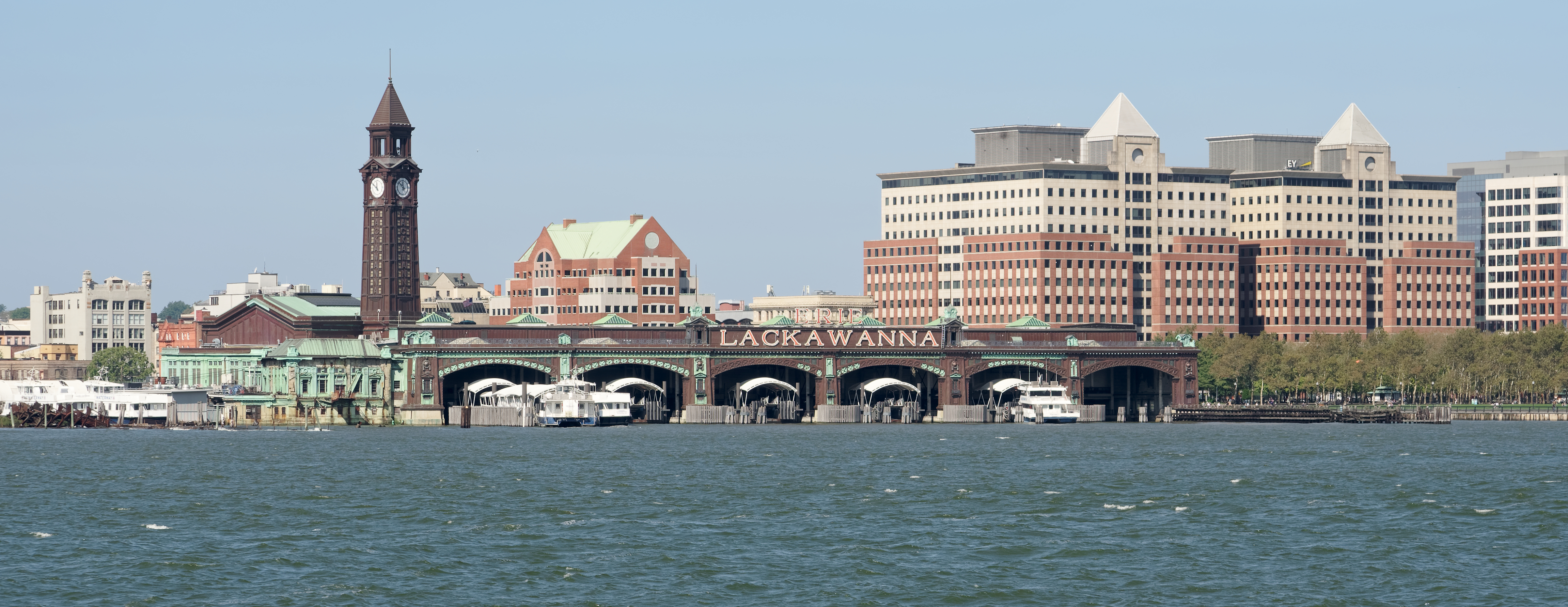
Kopfbahnhof Hoboken Terminal mit historischer Namens-Anschrift „Lackawanna“

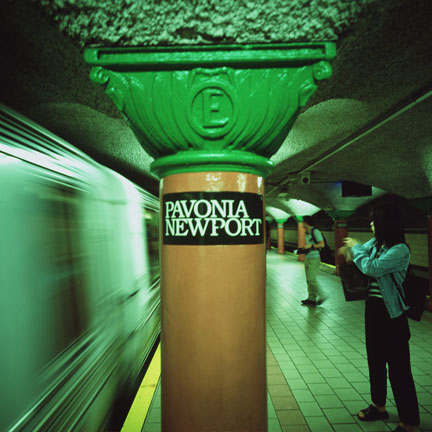
Im 2008 Pavonia/Newport genannten U-Bahnhof tragen Kapitelle das Monogramm „E“ als Hinweis auf ursprünglichen Bahnhofsnamen Erie

Als Teil des New Yorker Hafens befanden sich am Westufer des Hudson River in New Jersey umfangreiche Eisenbahnanlagen von zehn Gesellschaften. Fünf große Kopfbahnhöfe waren Endpunkte für Reisezüge des Nah- und Fernverkehrs auf den ins Landesinnere führenden Strecken sowie für Straßenbahnen. Das breite Ästuar als natürliche Grenze konnte auf Fährschiffen überwunden werden, deren Anlegestellen teils direkt an die Kopfbahnhöfe angegliedert waren. Mit zunehmender Industrialisierung und Bevölkerung konnte der Fährverkehr aber nicht Schritt halten. Die Tunnel der Hudson and Manhattan Railroad wurden hauptsächlich gebaut, um eine Konkurrenz zu den Fähren zu schaffen. Sie verbanden überdies drei der Kopfbahnhöfe in New Jersey miteinander.
Die Hudson and Manhattan Railroad kam dabei mit ihren 1908 und 1909 eröffneten Hudson-Tunneln der Pennsylvania Railroad zuvor. Letztere weihte im Jahr 1910 ihre eigene Verbindungsstrecke, die New York Tunnel Extension, nach Manhattan ein: Durch die North River Tunnels zur New York Pennsylvania Station und weiter durch die East River Tunnels nach Long Island zur seit 1900 der Pennsylvania Railroad gehörenden Long Island Rail Road. Diese Verbindung ist bis heute ein zentraler Bestandteil des Nordostkorridors.
Die von der Hudson and Manhattan Railroad unterirdisch erschlossenen Terminals waren:
- Hoboken: In Hoboken der Kopfbahnhof der Delaware, Lackawanna and Western Railroad
- Newport: In Jersey City der als Pavonia bekannte Kopfbahnhof (1864–1967) der Erie Railroad
- Exchange Place: In Jersey City der Kopfbahnhof (1863–1961) der Pennsylvania Railroad

Nach dem Zweiten Weltkrieg machte die Wirtschaft im Nordosten der Vereinigten Staaten einen Strukturwandel durch, dessen Erfordernissen die Eisenbahnen im Großraum New York/New Jersey nicht gerecht werden konnten. Die drei von der H&M bedienten Kopfbahnhöfe gehörten nach Ablauf der fulminanten „Merger Era“ der 1960er Jahre zur Pennsylvania Railroad. Im Personenverkehr dezimierten mangelnde Investitionen, Massenmotorisierung und Luftfahrt die Fahrgastnachfrage. Die Pennsylvania Railroad konzentrierte alle Vorortverkehre in Hoboken und schloss die überflüssigen Terminals. Sie ging 1968 mit früheren Konkurrenzgesellschaften zur Penn Central Transportation zusammen, die bereits 1970 scheiterte und deren Konkursmasse in der mit Bundesmitteln ausgestatteten Auffanggesellschaft Conrail landete, die keine Reisezüge mehr betreiben sollte.
Der in Jersey City etwas abseits südlich des Hafenbeckens des Morris Canal gelegene, Communipaw genannte Kopfbahnhof (1834–1961) der Central Railroad of New Jersey wurde nicht an die Hudson and Manhattan angebunden. Die Central Railroad of New Jersey gehörte einem großen Rivalen der Pennsylvania Railroad, der Baltimore and Ohio Railroad.
Von den ursprünglich fünf Terminals existiert nur noch Hoboken als Zugangsstelle im Eisenbahnverkehr und wird von Vorortzügen der New Jersey Transit und Metro-North Railroad bedient. PATH und Hudson-Bergen Light Rail erschließen die ehemaligen Flächen der früheren Bahnhöfe in Jersey City, die städtebaulich seit den späten 1980er Jahren als Teil der Hudson Waterfront für den Dienstleistungssektor und für Wohnen entwickelt wurden.

### Tunnelbau

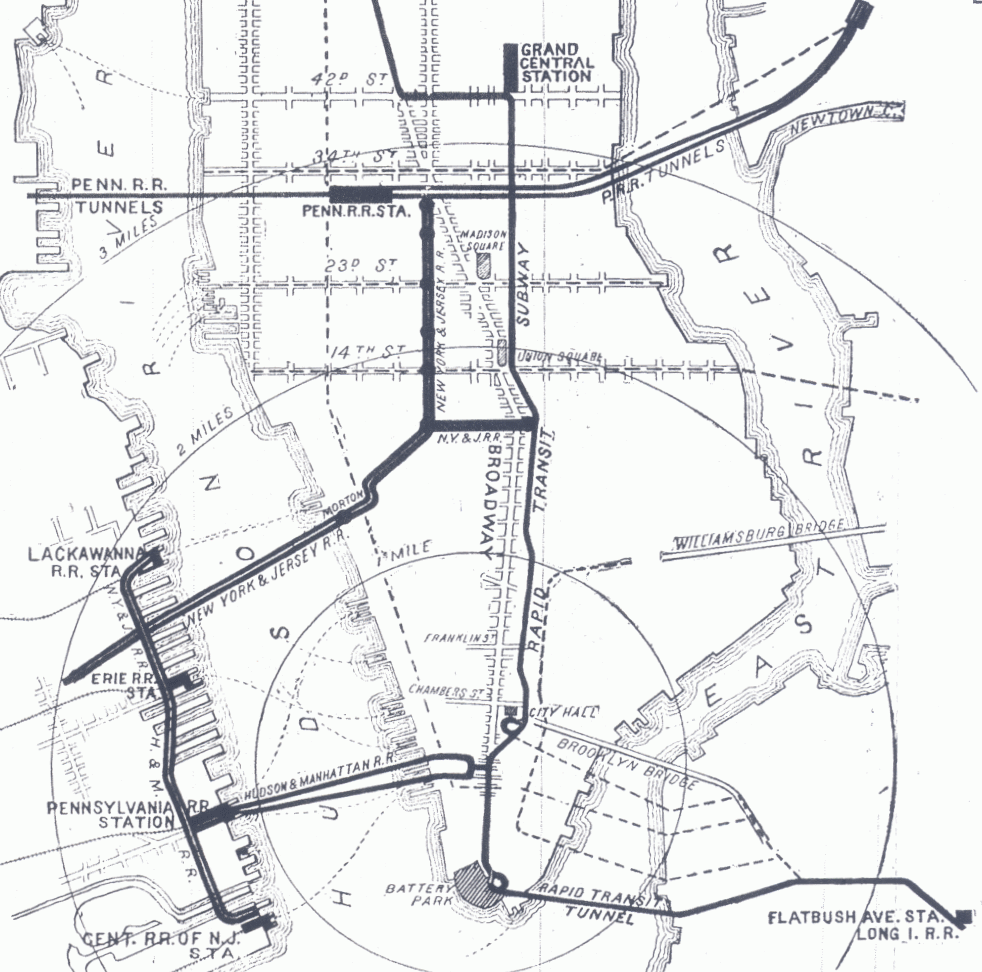
Ein früher Plan einschließlich nie gebauter Verbindungen nach Astor Place (horizontal mittig im Bild) und zum Kopfbahnhof der Central Railroad of New Jersey (links unten)

Erste Pläne für einen Tunnel unter dem Hudson River wurde bereits in den 1860er Jahren entworfen. Er sollte die schnell wachsende New York City besser mit den Siedlungszentren westlich des Hudson Rivers verbinden, denn der bestehende Fährdienst über den Fluss war dieser Aufgabe nicht mehr gewachsen.
Der Grund des Hudson River ist mit Schlick bedeckt, dem eine „Konsistenz wie Zahnpasta“ zugeschrieben wird. Diese Verhältnisse machen den Bau eines Tunnels zur besonderen Herausforderung. Die Hudson Tubes weisen nur eine geringe Überdeckung auf. Er gilt als ältester Eisenbahntunnel der USA, der einen größeren Fluss unterquert. Außerdem wurde bei diesem Tunnel erstmals in den Vereinigten Staaten der Schildvortrieb für den Bau eines Unterwassertunnels angewandt. Die Tunnelanlage gilt deshalb als ingenieurtechnisches Baudenkmal und wird auf der Liste der Historic Civil Engineering Landmarks aufgeführt.

#### Hudson Tunnel Railroad Company
Die 1873 gegründete Gesellschaft begann 1874 mit dem Bau des Morton Street Tunnels. Das Projekt wurde von Dewitt Clinton Haskin geführt, der zuvor Ingenieur bei der Union Pacific Railroad war. Der Vortrieb sollte nach der Abteufung eines Schachtes auf der New-Jersey-Seite beginnen. Die Arbeiten wurden aber, noch bevor der Schacht fertig abgeteuft war, fünf Jahre lang durch eine von der Delaware, Lackawanna and Western Railroad erwirkte richterliche Verfügung aufgehalten. Sie konnten erst 1879 wieder fortgesetzt werden, nachdem die Rechtstreitigkeiten beigelegt waren.
Vom Grund des Schachts erfolgte der Vortrieb mit dem erstmals angewandten Druckluftverfahren. Die Tunnelbrust wurde unter einem Druck von 1,1 bar gehalten, der verhindern sollte, dass während des Baus Wasser in den Tunnel eindringt. Es wurde aber noch kein Schild verwendet, sodass der Druck im Tunnel schwierig zu halten war, weil die Luft durch die Ausmauerung entwich. Am 21. Juli 1880 ereignete sich ein schwerer Unfall, weil ein Teil der Ausmauerung versagte und Wasser in den Tunnel einbrach, sodass 20 Arbeiter ertranken. 1883 ging der Gesellschaft das Geld aus, sodass die Arbeiten nach 760 m eingestellt werden mussten.

#### Britische Gesellschaft
Die Bauarbeiten wurden, nachdem der geflutete Tunnel wieder leer gepumpt war, 1888 von einer britischen Gesellschaft wieder aufgenommen. Die Arbeiten waren an S. Pearsons & Co. vergeben. Das Bauunternehmen verwendete ab 1890 einen Schild für den Vortrieb, nachdem es zu einem Wassereinbruch gekommen war. Die Gesellschaft baute weitere 600 m des Tunnels, musste aber die Arbeiten 1898 wegen finanzieller Schwierigkeiten einstellen. Es fehlte immer noch knapp ein halber Kilometer Tunnel bis zum Durchschlag.

#### New York and Jersey Tunnel Company
Die Arbeiten am Tunnel wurden erst zwei Jahre später wieder aufgenommen. Die Tunnel wurden 1900 wieder weitergebaut, nachdem der aus Tennessee stammende William Gibbs McAdoo, der spätere Finanzminister und Schwiegersohn von Woodrow Wilson, die Leitung übernommen hatte. Später wurde McAdoo auch Präsident der Gesellschaft, weshalb man die Strecken unter dem Fluss lange Zeit scherzhaft auch als „McAdoo Tunnels“ bezeichnete.

### Hudson and Manhattan Railroad

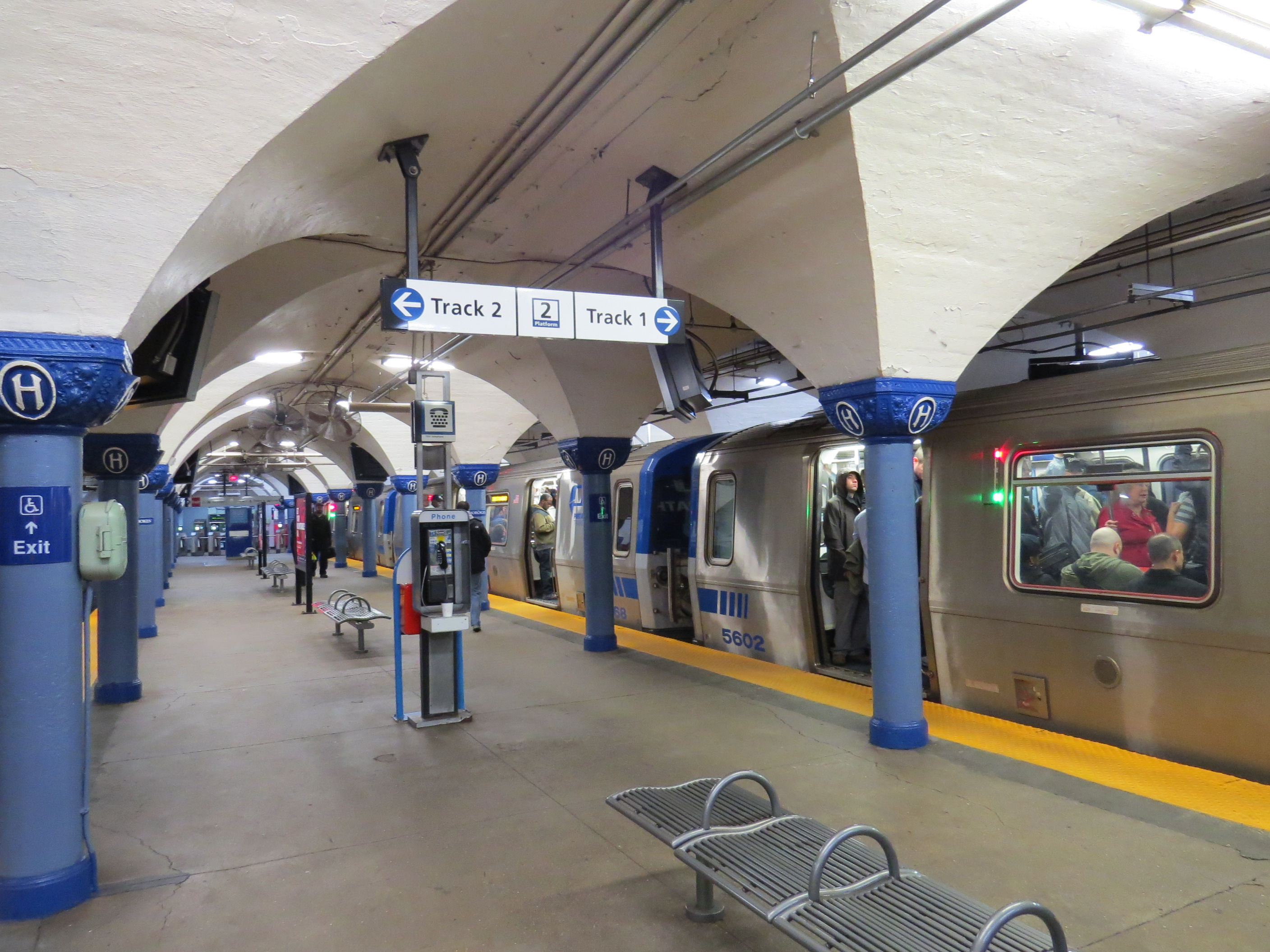
Hoboken Terminal mit für U-Bahnhöfe der H&M typischem Kreuzgewölbe aus Stahlbeton

Die Hudson and Manhattan Railroad Company wurde im Dezember 1906 gegründet. Ihre ersten Probefahrten verkehrten Ende 1907, der letzte Test vor Freigabe des Tunnels fand am 17. Februar 1908 statt. Eine Fahrt durch die „Uptown Hudson Tubes“ dauerte acht Minuten. Am 26. Februar 1908 begann um Mitternacht der öffentliche Betrieb zwischen Hoboken und dem U-Bahnhof 19th Street in Zentral-Manhattan, nachdem Präsident Roosevelt im Weißen Haus per Knopfdruck den Strom eingeschaltet hatte.
Die Tunnel unter der 6. Avenue wurden in offener Bauweise aus Stahlbeton errichtet. Die gusseisernen Tunnel der „Uptown Hudson Tubes“ sind südlich der Station 14th Street an dieses Bauwerk angeschlossen.
Am 19. Juli 1909 wurde die Strecke zwischen Süd-Manhattan und Jersey City eröffnet, die Züge unterquerten dabei den Hudson durch den zwei Kilometer weiter südlich gelegenen Tunnel „Downtown Hudson Tubes“. Gegenüber den Fährverbindungen soll diese zweite Strecke die Reisezeit zwischen Exchange Place und Hudson Terminal um durchschnittlich 29 Minuten auf nur noch 3 Minuten verkürzt haben. 1911 folgte in Manhattan die Verlängerung zur Endstation 33rd Street mit drei Kopfgleisen am Herald Square.
In New Jersey fuhr die Hudson and Manhattan zunächst bis zur unterirdischen Station Grove-Henderson Streets. Sie hatte bereits 1906 mit der Pennsylvania Railroad vereinbart, westlich über Grove-Henderson Streets hinaus die Tunnel bis zur Trasse der Eisenbahngesellschaft zu verlängern, um so die küstennahen Feuchtgebiete des Hackensack River nach Newark durchqueren zu können. Auf dem Weg wurde der Bahnhof Manhattan Transfer ab Oktober 1911 als neue Umstiegsmöglichkeit zur Pennsylvania Railroad angefahren. Im November 1911 erfolgte die Verlängerung nach Newark mit einer Viaduktstrecke, an der die Station Harrison errichtet wurde. Die Strecke überquerte den Passaic River auf der oberen Ebene der Drehbrücke „Centre Street Bridge“. Ihren Endbahnhof Park Place mit drei Kopfgleisen baute die Hudson and Manhattan unweit des Passaic River am östlichen Rand der Innenstadt Newarks.
Die Kosten des gesamten Projekts werden auf 55 bis 60 Millionen US-Dollar geschätzt, was umgerechnet im Jahr 2023 mindestens 1,6 Milliarden US-Dollar entspricht. 

### Verhältnis zu den New Yorker U-Bahnen

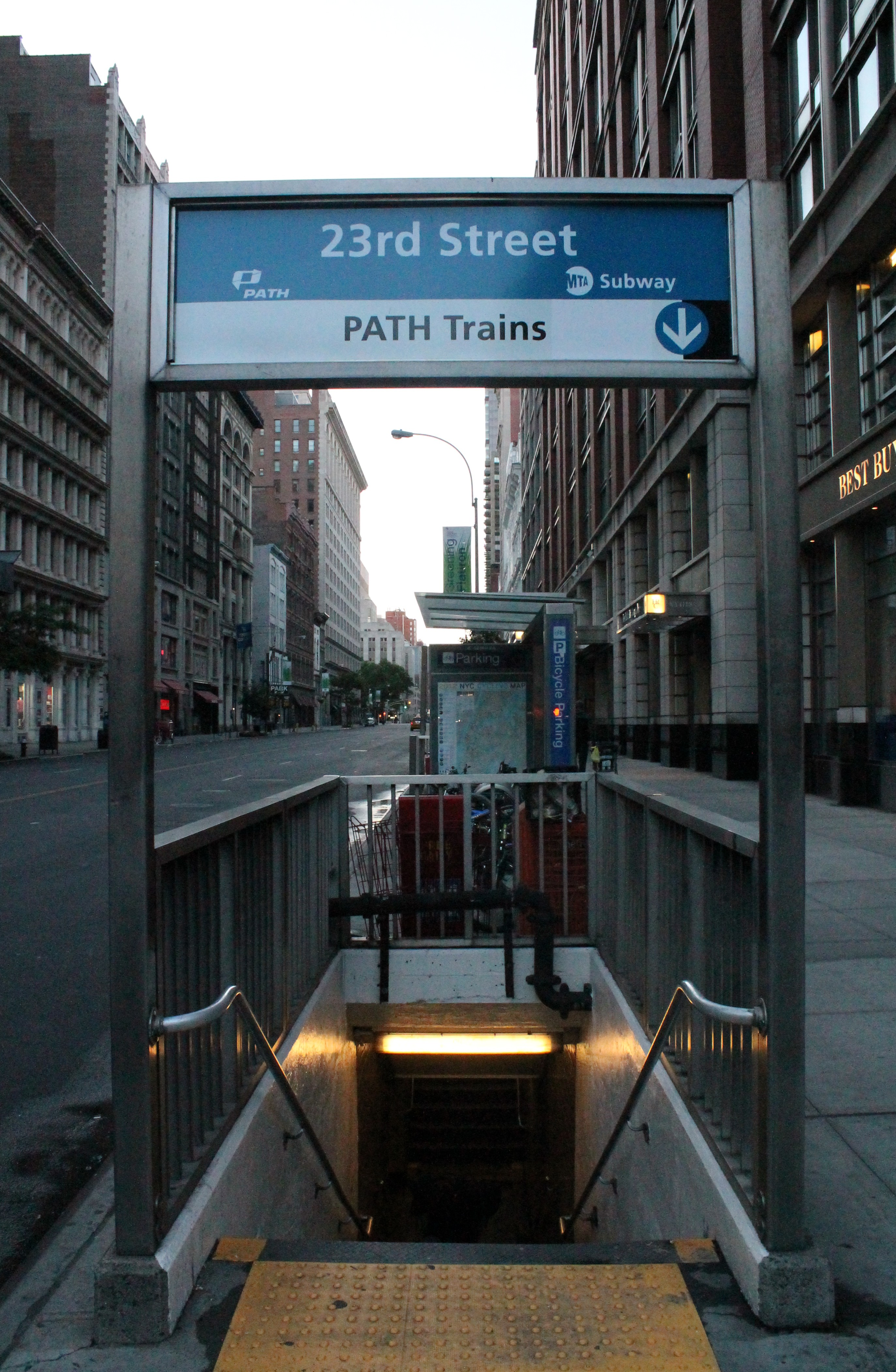
Abgang zur gemeinsamen Verteilerebene der separaten Stationen 23rd Street von PATH und Subway unter der 6. Avenue

William Gibbs McAdoo legte persönlich Wert darauf, dass seine U-Bahn als freundliches Unternehmen mit einem komfortablen Fahrerlebnis bekannt sein sollte. Sie war zu der Zeit die einzige Konkurrenz zur Verkehrsgesellschaft Interborough Rapid Transit Company, die ihre Anlagen vernachlässigte und deren Finanzier August Belmont junior charakterisiert wurde als vor allem besorgt um Profitabilität und die Aufrechterhaltung einer Monopolstellung im Nahverkehrs-Business von Manhattan. McAdoo zeigte sich 1910 am ausgeschriebenen Triborough-Plan für ganz neue U-Bahn-Strecken in New York interessiert und reichte ein Angebot für deren Betrieb ein. Der Triborough-Plan wurde nicht umgesetzt, stattdessen bekam Belmont im Rahmen der im Jahr 1913 abgeschlossenen Doppelverträge in Manhattan Konkurrenz durch Timothy Williams’ Brooklyn Rapid Transit Company.
Pläne, die H&M-Strecken entlang der 8. Querstraße Manhattans bis Astor Place zu den dortigen Hoch- und U-Bahnhöfen der Interborough und entlang der 6. Avenue über den Herald Square hinaus zum Grand Central Terminal zu verlängern, stellte McAdoo im Jahr 1905 zurück. Vorrangig galt es, die wichtigeren Tunnel zwischen Süd-Manhattan und Jersey City in Betrieb zu nehmen. Die Erweiterungspläne wurden danach nicht mehr umgesetzt, ebenso wenig wie eine Verlängerung von Hoboken zur heutigen Secaucus Junction.
In den 1930er Jahren bereitete dem städtischen New York City Board of Transportation der Bau der IND Sixth Avenue Line unter Manhattans 6. Avenue Schwierigkeiten. Weil eine Integration der H&M-Strecken in das Streckennetz der städtischen Independent Subway (IND) wegen der unterschiedlichen Lichtraumprofile nicht möglich war, mussten eigene Tunnel parallel zur H&M-Linie gebaut werden. Dazu übte die Stadt 1936 ihr im Jahr 1905 vertraglich mit McAdoos New York and Jersey Railroad vereinbartes Recht aus, die H&M-Tunnel zurückzukaufen. Die Straßenbreite reichte aber für insgesamt sechs Gleise zuzüglich Bahnsteiganlagen nicht aus, außerdem waren die finanziellen Mittel begrenzt. Der Abschnitt der neuen städtischen Stammstrecke zwischen den U-Bahnhöfen West 4th Street–Washington Square und 34th Street–Herald Square wurde darum zunächst nur mit Local-Gleisen rechts und links der mittig angeordneten H&M-Tunnel gebaut.
Bei der Gelegenheit wurden einige der H&M-Stationen im Verlauf der 6. Avenue umgebaut bzw. zusammengelegt. Die Station 14th Street wurde um einige Meter nach Süden verschoben. Teile der Station 23rd Street wurden abgerissen und gemeinsame Zugänge mit der neuen städtischen U-Bahn-Station geschaffen. Im Jahr 1937 wurden die ursprünglichen Stationen 28th Street und 33rd Street geschlossen und stattdessen die gegenwärtige Station 33rd Street gebaut. Diese Endstation liegt um einen Häuserblock südlicher als zuvor, zwischen 30. und 32. Querstraße. Die Station 19th Street wurde in den 1930er Jahren nicht verändert, aber dann 1954 geschlossen, um den Betriebsablauf zu beschleunigen.
Erst die New York City Transit Authority fügte in dem Bereich von 1961 bis 1968 zwei Expressgleise aufwändig eine Ebene unterhalb der vorhandenen H&M-Tunnel zur IND Sixth Avenue Line hinzu. Nach wie vor blieben die Gleisanlagen und selbst gleichauf liegende Bahnsteige getrennt; ein Zustand, der bis heute andauert.

### Übernahme durch die Port Authority
Die Eröffnung des Straßentunnels Holland Tunnel (1927) zwischen den Bundesstaaten und die Weltwirtschaftskrise kurz darauf hatten ein spürbares Absinken der Fahrgastzahlen zur Folge. Dieser Trend verstärkte sich nach der Eröffnung der George Washington Bridge (1931) und des Lincoln Tunnel (1937) noch weiter. Auch zahlreiche Werbekampagnen konnten den wirtschaftlichen Niedergang der Gesellschaft nicht aufhalten.
Ende der 1950er Jahre ging die H&M bankrott. Die Bahn wurde zunächst von den Staaten New York und New Jersey übernommen und 1962 an die neue Gesellschaft „Port Authority Trans-Hudson“ übertragen, einer Unterabteilung der Port of New York Authority. Berechnungen der Port Authority aus dem Jahr 1961 zeigten, dass anderenfalls 31 Millionen Fahrgäste pro Jahr auf ihre bereits überlasteten Straßenquerungen ausgewichen wären. Sie erklärte sich allerdings erst zur Übernahme bereit, als sie die Erlaubnis erhielt, auf dem Gelände des Hudson Terminal und der angrenzenden Radio Row das Immobilien-Großprojekt World Trade Center entwickeln zu dürfen.

### Seit 2001

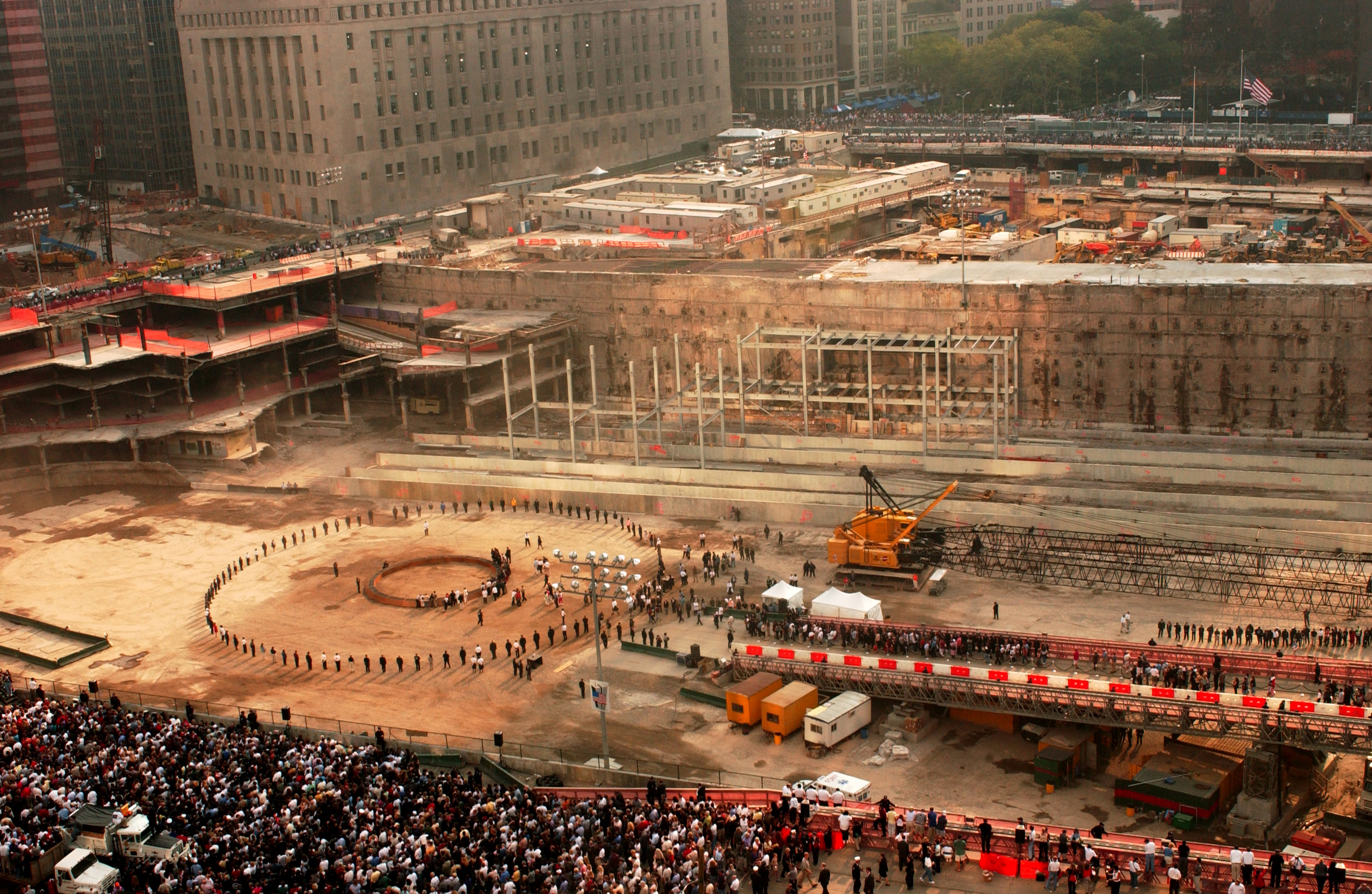
September 2002: Andacht am „Ground Zero“. Bildmitte entstehen neue PATH-Bahnsteige. Boden der Baugrube entsprach Untergeschoss B-5 des WTC. Links erkennbar Reste mit nördlichen Enden der vorherigen Bahnsteige und kleinem Bahngebäude.

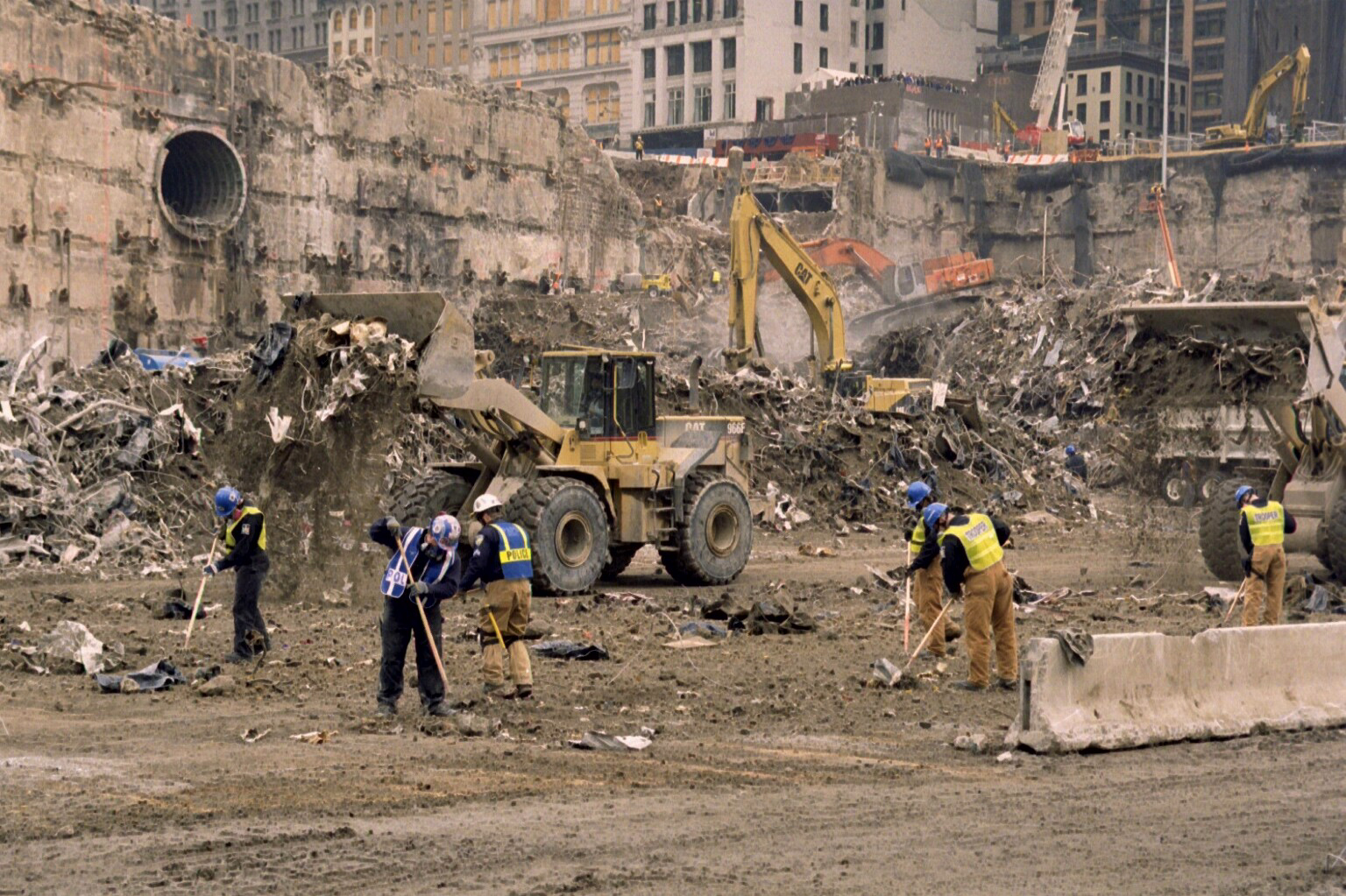
März 2002: Blick Richtung Südosten. Bagger im Bereich der abgetragenen Bahnsteige. Tiefenverhältnisse werden deutlich: Oben in Schlitzwand Greenwich Street ist Restsegment der 1971 stillgelegten gusseisernen H&M-Tunnelröhre Exchange Place nach Hudson Terminal sichtbar.

Die im Juli 1971 eröffnete Station World Trade Center war Bestandteil der Untergeschosse des World-Trade-Center-Komplexes. Infolge der Terroranschläge am 11. September 2001 und dem resultierenden Einsturz des World Trade Centers wurde sie zerstört. Besonders ihr südlicher Teil war vom Einsturz des Südturms und der mittlere vom Einsturz des Nordturms stark betroffen, während der nördlichste Teil unter dem Gebäude World Trade Center 6 besser geschützt lag. Bereits bei dem Bombenanschlag auf das World Trade Center 1993 waren Teile der Untergeschosse und des Bahnhofs beschädigt und bis 2001 noch nicht vollständig wieder instand gesetzt worden.
Die Betriebsleitung der PATH veranlasste rechtzeitig, die Station zu schließen und zu räumen. Ein aus New Jersey ankommender Zug wurde ohne Halt zurückgeschickt. Ein weiterer Zug wurde nach seinem Eintreffen geräumt und fuhr nicht mehr fahrplangemäß um 9.00 Uhr nach New Jersey ab, sondern wurde abgestellt und letztlich verschüttet.
Nach den Einstürzen floss Wasser undefinierbarer Herkunft vom „Ground Zero“ aus in die Downtown Hudson Tubes und flutete die nördliche der beiden Tunnelröhren an ihrem tiefsten Punkt bis zur Decke. Die Station Exchange Place in Jersey City liegt ca. 1,50 m (5 ft) unter dem Niveau der Station World Trade Center in Manhattan. Sie blieb infolge der Überflutung fast zwei Jahre lang geschlossen. Die Tunnelenden wurden vorübergehend wasserdicht verschlossen.:16
Obwohl der Wasserschaden rasch behoben werden konnte, war Exchange Place nicht als Endstation ausgelegt und musste zunächst umgebaut werden. Ab Juni 2003 verkehrten hier wieder Züge nach Newark und Hoboken. Nach Schadensaufnahme und Trümmerbeseitigung plante die Port Authority, den Verkehr auch nach Lower Manhattan so schnell wie möglich wieder aufzunehmen. Dies geschah am 23. November 2003 nach der Eröffnung eines behelfsmäßigen, 323 Millionen Dollar teuren Bahnhofs. Der Eröffnungszug war der gleiche, der für die Evakuierung verwendet worden war und als letzter vor dem Einsturz der Zwillingstürme Manhattan verlassen hatte. Die Bahnanlagen wurden in ursprünglicher Lage wiederhergestellt. Sie waren aber nur provisorisch mit wechselnden Zuwegungen erschlossen, bis der neue und endgültige World Trade Center Transportation Hub im Jahr 2016 eröffnet wurde. Die vorläufige Station verfügte deshalb auch über keine Heizung oder Klimaanlage. Die Kosten in Höhe von zwei Milliarden Dollar wurden durch die Versicherungssumme und Steuergelder der Staaten New York und New Jersey gedeckt.
Eine durch Hurrikan Sandy im Jahr 2012 verursachte Sturmflut setzte die Downtown Hudson Tubes erneut unter Wasser. Das Brackwasser richtete Schäden an, die in den Jahren 2019 bis 2020 im Rahmen von Vollsperrungen an Wochenenden behoben wurden.

## Betrieb

### Linien

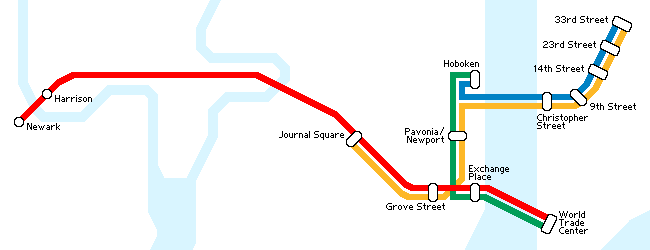
PATH-Linien tagsüber

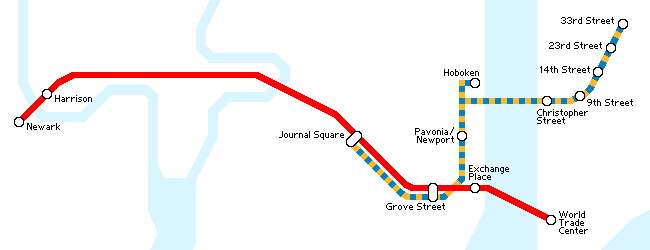
PATH-Linien zu nachfrageschwachen Zeiten

PATH verkehrt 24 Stunden am Tag und sieben Tage die Woche. Tagsüber verkehren vier Linien zu drei Endhaltestellen in New Jersey und zu zwei in Manhattan. Jede Linie wird durch eine eigene Kennfarbe gekennzeichnet.
| NWK-WTC | Rot  | Newark – World Trade Center  |
| HOB-WTC | Grün | Hoboken – World Trade Center |
| JSQ-33  | Gelb | Journal Square – 33rd Street |
| HOB-33  | Blau | Hoboken – 33rd Street        |

Montags bis freitags zwischen 23 Uhr und 6 Uhr sowie ganztägig an Wochenenden und Feiertagen verkehren lediglich zwei Linien. Die gelbe und die blaue Linie werden dabei zu einer gelb-blauen Linie zusammengelegt; die Züge wechseln die Fahrtrichtung in Hoboken.
| NWK-WTC    | Rot       | Newark – World Trade Center            |
| JSQ-HOB-33 | Gelb/Blau | Journal Square – Hoboken – 33rd Street |

Nach den Terroranschlägen am 11. September 2001 wurden die Stationen World Trade Center und Exchange Place vorübergehend geschlossen. Es verkehrten nur noch die drei Linien Newark − 33rd Street (Rot), Hoboken − 33rd Street (Blau) und Hoboken – Journal Square (Grün). 2003 wurde eine provisorische Station World Trade Center eröffnet und der Betrieb wieder aufgenommen.

### Takt
Außerhalb des Berufsverkehrs fahren mit Stand 2022 weniger Züge als noch im Jahr 2006. Zu diesen Zeiten (Mittags, Sonnabend und Sonntag) werden die Linien wie folgt bedient:
- NWK-WTC Newark – World Trade Center (Rot): 3 Fahrten pro Stunde
- JSQ-33 Journal Square – 33rd Street (Gelb): 5 Fahrten pro Stunde, am Wochenende als JSQ-HOB-33
- HOB-33 Hoboken – 33rd Street (Blau): 4 Fahrten pro Stunde, nicht am Wochenende
- HOB-WTC Hoboken – World Trade Center (Grün): 4 Fahrten pro Stunde, nicht am Wochenende

### Fahrgastzahlen
Im dritten Quartal des Jahres 2010 nutzten werktags durchschnittlich 252.300 Fahrgäste die Bahn.
Im Jahre 2018 gab es 81,7 Millionen Fahrgäste. Die starke Auslastung veranlasste die Port Authority, 2019 eine Investition von einer Milliarde US-Dollar für die Modernisierung des Netzes anzukündigen. Dazu gehört der Umbau bestimmter Bahnsteige, um auf der roten und der gelben Linie die Züge von acht um zunächst einen, später zwei zusätzliche Wagen verlängern zu können.
Im Durchschnitt nutzten jeweils mehr als 12.000 Fahrgäste im ersten Quartal 2023 an Werktagen die 13 Stationen der PATH. Es gab pro Station rund doppelt so viele Fahrgäste wie bei den 472 Stationen der New York City Subway. Dieser Wert lässt sich durch die hohe Zahl an Umsteigern in den aufkommensstarken Knotenpunkten und den vielen Fahrgästen aus der dicht besiedelten Küstenregion in New Jersey erklären. Er wird durch die Tatsache relativiert, dass das PATH-Netz wesentlich kleiner ist: Die Branchenvereinigung American Public Transportation Association zählte im PATH-Netz 164.000 Fahrgastfahrten an Werktagen, gegenüber gut 6 Millionen bei der Subway mit ihrem größeren Bedienungsgebiet und einigen stärker, aber zahlreichen schwächer genutzten Stationen. (Die Zahlen der APTA werten jede Fahrt auch bei Umsteigeverbindungen einzeln).:2

### Betriebseinrichtungen

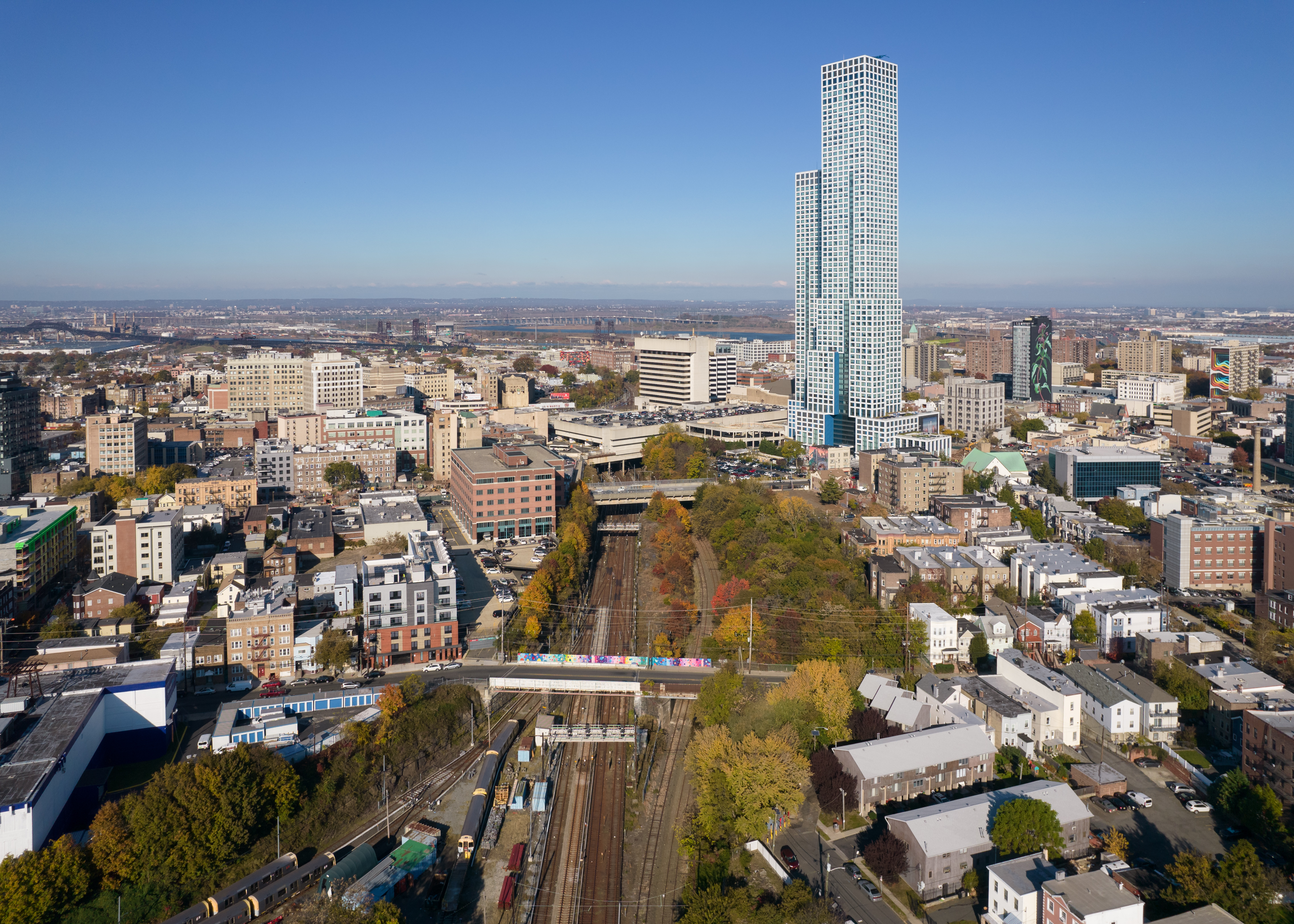
Umfeld des Journal Square Transportation Center 2021. Port-Authority-Bürohochhaus in Bildmitte links der Wolkenkratzer „Journal Squared“.

In den 2010er Jahren wurde die Leit- und Sicherungstechnik mit Communication-Based Train Control (CBTC) erneuert. Auftragnehmer war Siemens Mobility, die das Produkt Trainguard MT lieferte. Durch den halbautomatischen Zugbetrieb mit Fahrer können Züge in dichterem Abstand fahren, die Rede ist von einem Drei-Minuten- statt einem Vier-Minuten-Takt im Berufsverkehr.
PATH wird aus historischen Gründen als Eisenbahn und nicht als U-Bahn betrieben, da die Hudson & Manhattan von 1911 bis 1961 Gleisabschnitte auf dem Weg nach Newark gemeinsam mit Zügen der Pennsylvania Railroad befuhr. Sie muss daher trotz gewisser Regelerleichterungen und Ausnahmen die Regularien der Federal Railroad Administration erfüllen, was zu höherem Betriebsaufwand etwa im Vergleich zur New Yorker U-Bahn führt. Dazu zählen der Ausbildungsstand des Fahrpersonals und technische Vorgaben, etwa dass das eigentlich auf U-Bahnen ausgerichtete CBTC seit 2018 auch das für Eisenbahnen vorgeschriebene Zugbeeinflussungssystem Positive Train Control enthalten muss.
Die Betriebszentrale der PATH ist im Port-Authority-eigenen Journal Square Transportation Center in Jersey City angesiedelt. Dort befindet sich ebenfalls eine große Abstellanlage und die Betriebswerkstatt C Shop. Die zentrale Werkstatt ist Harrison Maintenance Facility im Bereich östlich der Station Harrison. Ehemals befanden sich Werkstätten im Bereich des Bahnhofs Hoboken Terminal und von 1910 bis 1990 die Henderson Street Yards im Bereich nordöstlich von Grove Street.
Als Bahnpolizei dient das Port Authority Police Department.

## Stationen
Es gibt 13 Stationen: 6 in Manhattan und 7 in New Jersey. Davon sind sieben behindertengerecht, nämlich 33rd Street, Exchange Place, Hoboken, Journal Square, Newark, Newport und World Trade Center.

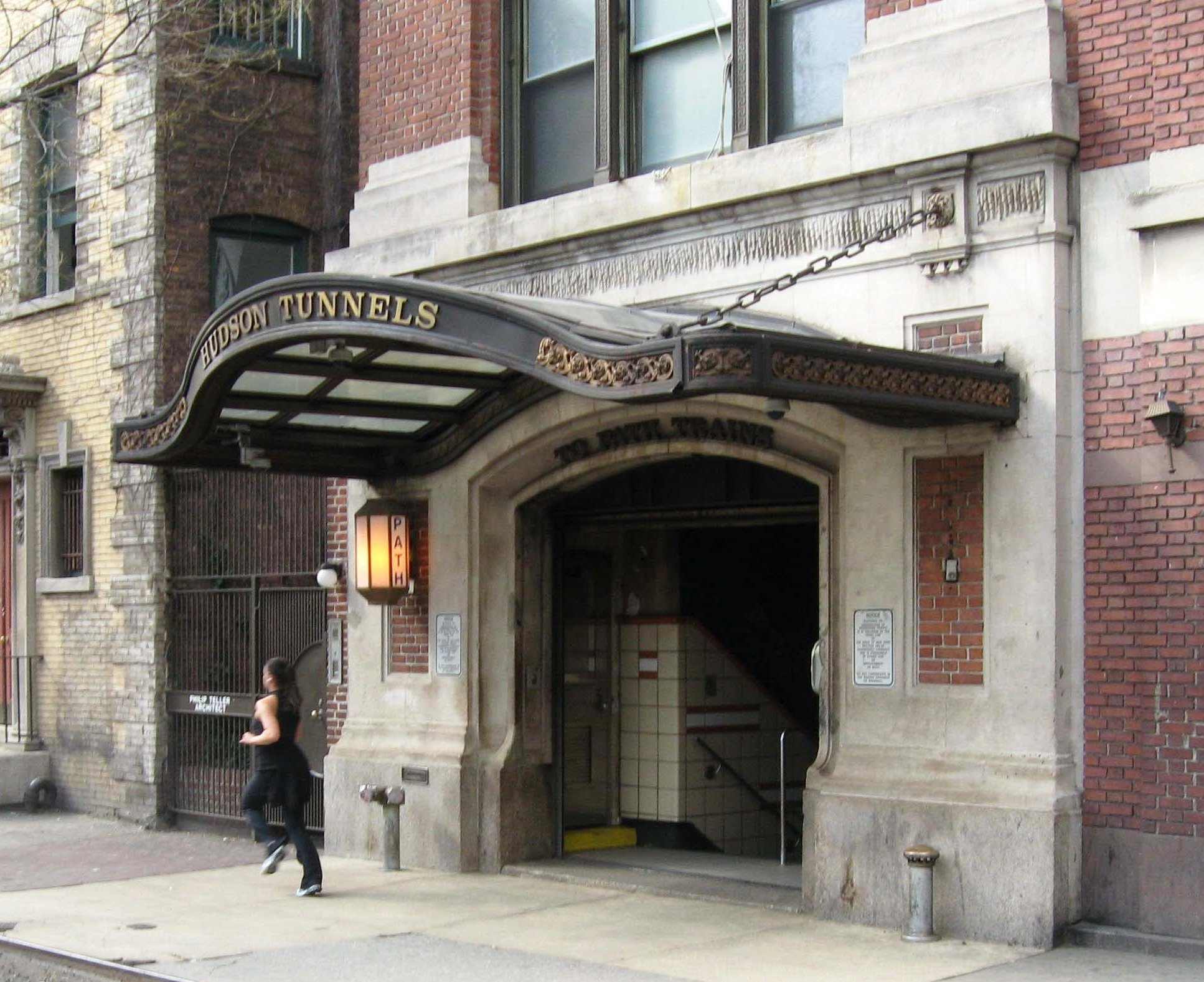
Zugangsgebäude Christopher Street 100 Jahre nach Eröffnung, Anschrift „Hudson Tunnels“
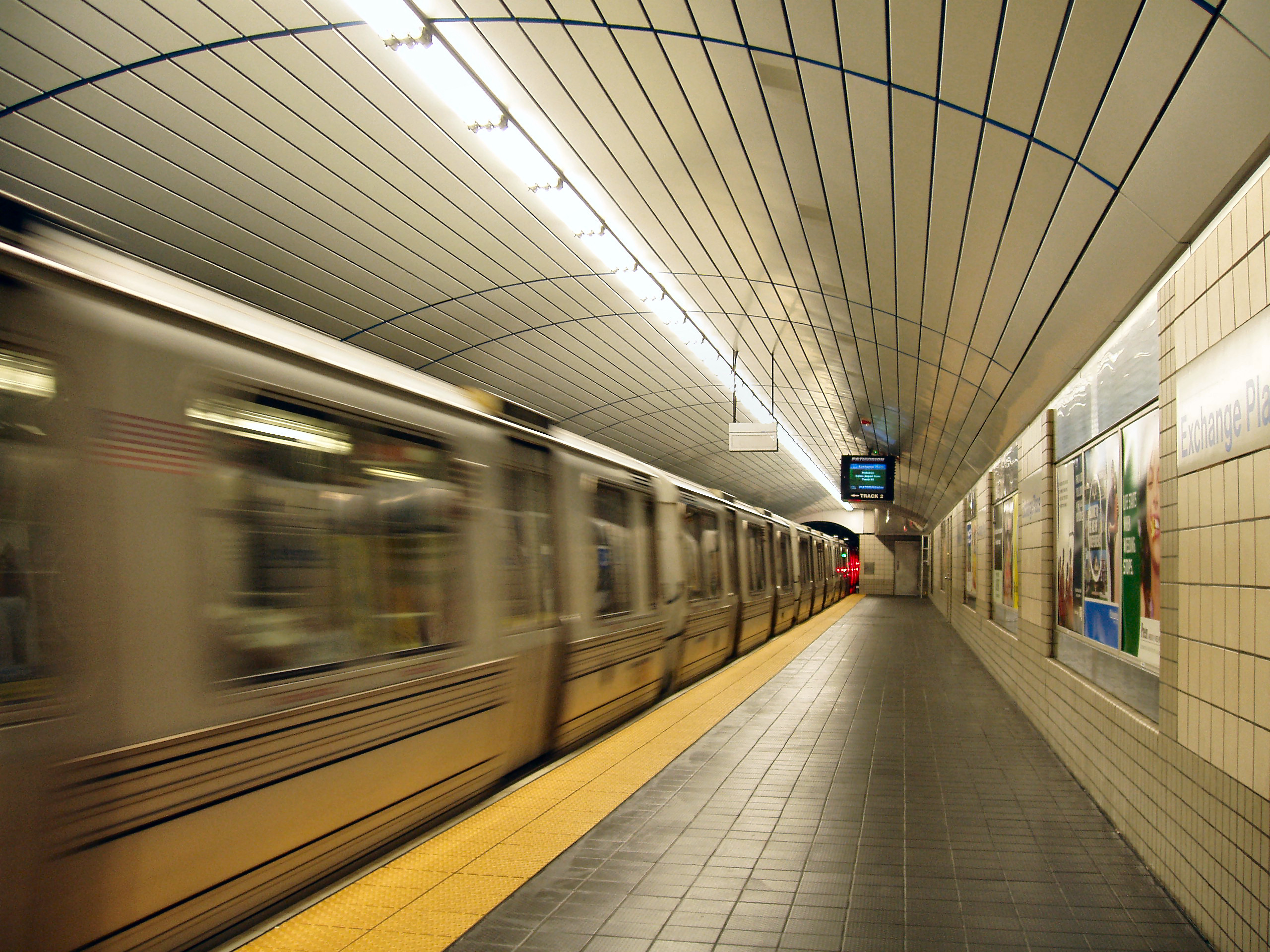
Station Exchange Place in Jersey City; Bahnsteig Richtung Hoboken und Newark
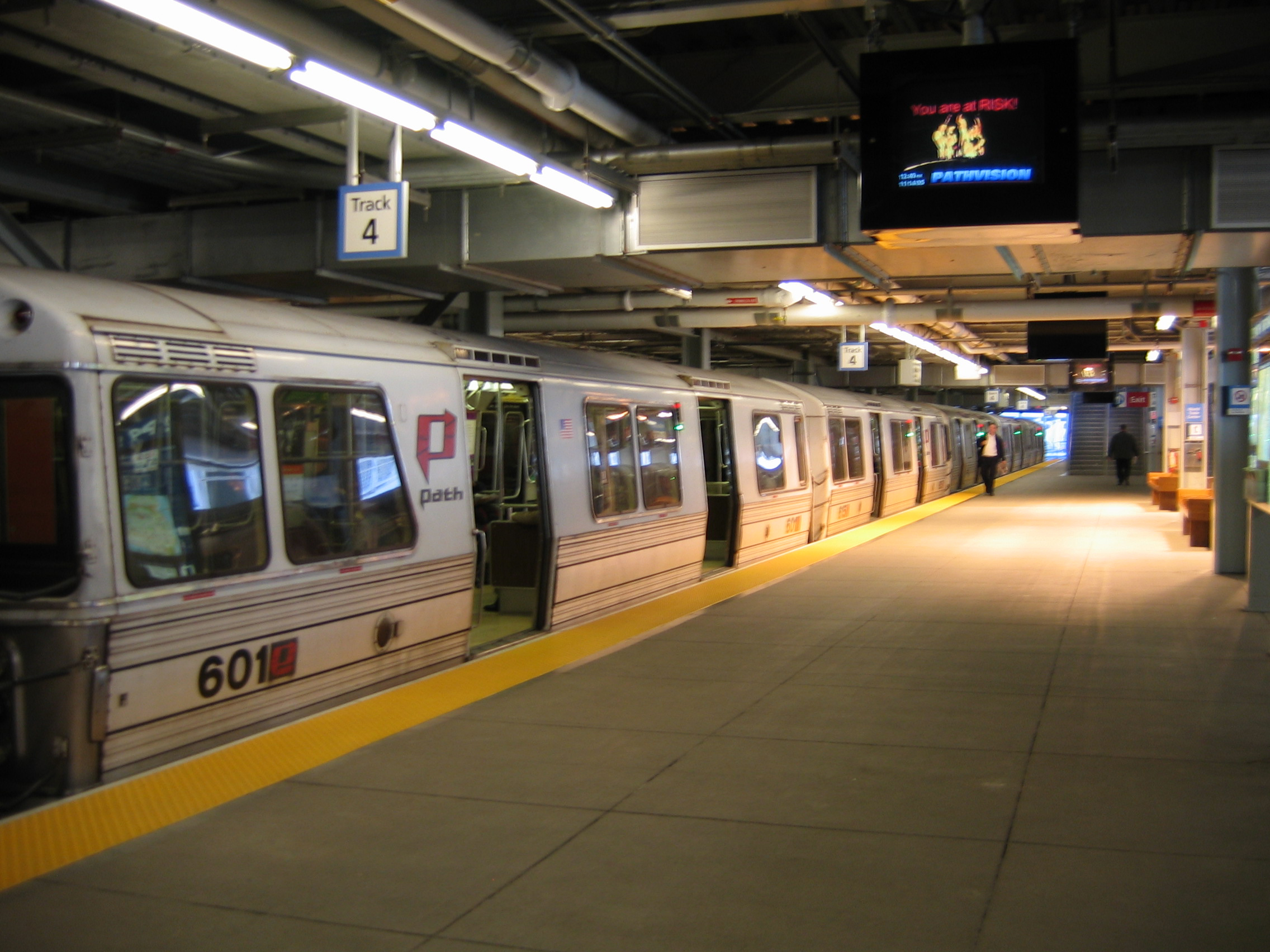
In provisorischer Station WTC, 2005
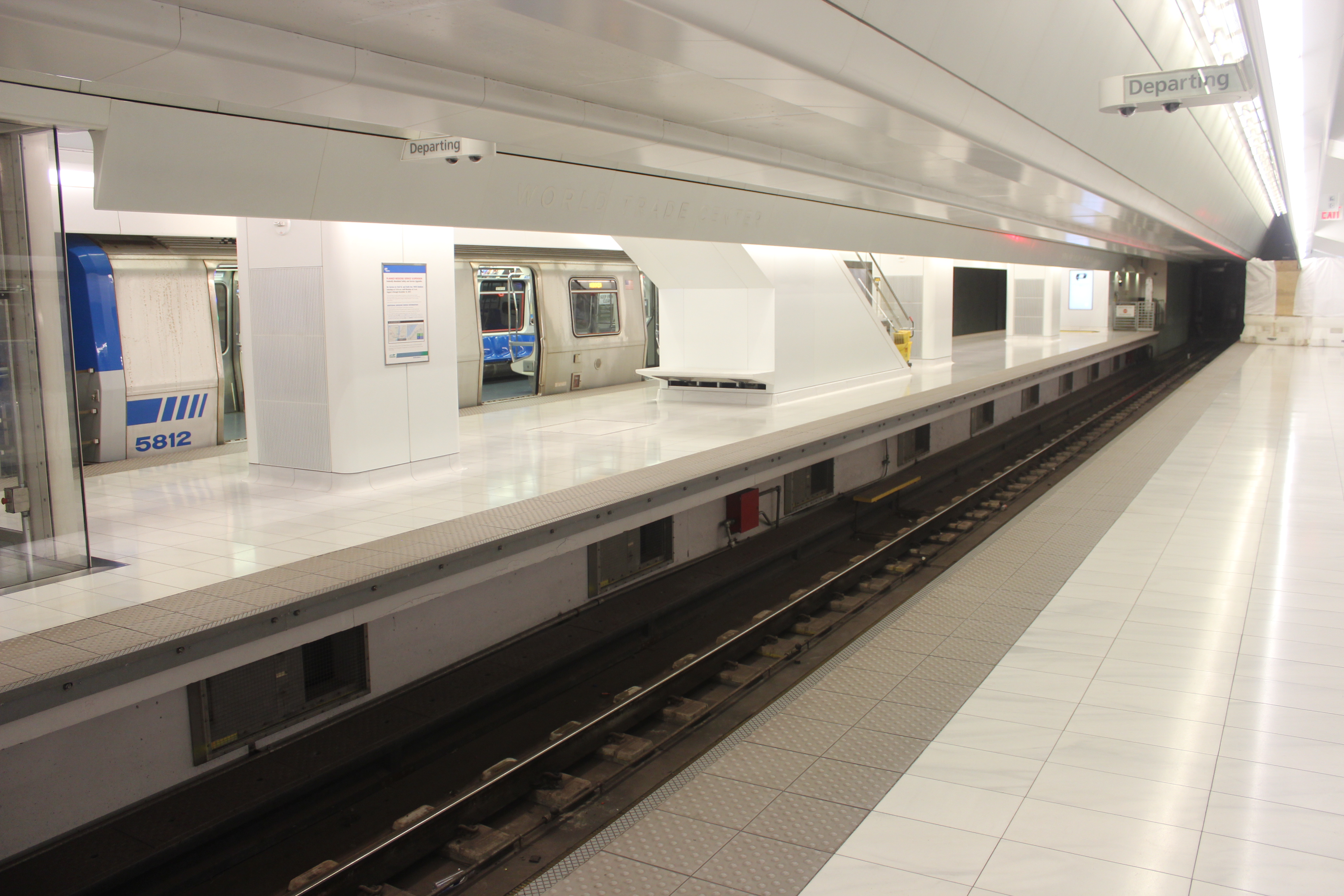
In neuer Station WTC, 2016

### New York City
| Name               | Linien          | Eröffnung         | Bemerkungen |
| ------------------ | --------------- | ----------------- | --- |
| 33rd Street        | HOB-33 JSQ-33   | 10. November 1910 | Übergang zur IND 6th Avenue Line (Linien ; Bahnhof 34st Street–Herald Square) und zur BMT Broadway Line (Linien ; Bahnhof 34st Street–Herald Square) der New Yorker U-Bahn sowie zur Pennsylvania Station (Amtrak, New Jersey Transit, Long Island Rail Road) |
| 28th Street        | –               | 10. November 1910 | 1937 geschlossen, als die Station „33rd Street“ in Richtung Süden verlängert wurde; Überreste sind im Tunnel noch zu erkennen |
| 23rd Street        | HOB-33 JSQ-33   | 15. Juni 1908     | Übergang zur IND 6th Avenue Line (Linien ; Bahnhof 23rd Street) der New Yorker U-Bahn |
| 19th Street        | –               | 26. Februar 1908  | 1954 geschlossen, um den Verkehr zu beschleunigen; Überreste der zugemauerten Bahnsteige sind noch zu erkennen |
| 14th Street        | HOB-33 JSQ-33   | 26. Februar 1908  | Übergang zur IND 6th Avenue Line (Linien ; Bahnhof 14th Street), zur BMT Canarsie Line (Linie ; Bahnhof 6th Avenue) und zur IRT West Side Line (Linien ; Bahnhof 14th Street) der New Yorker U-Bahn                                                           |
| 9th Street         | HOB-33 JSQ-33   | 26. Februar 1908  | Der Eingang zum U-Bahnhof West 4th Street–Washington Square der Linien befindet sich zwei Querstraßen weiter südlich. |
| Christopher Street | HOB-33 JSQ-33   | 26. Februar 1908  | Bahnhof Christopher Street–Sheridan Square der IRT West Side Line liegt zwei Querstraßen weiter östlich. |
| World Trade Center | NWK-WTC HOB-WTC | 19. Juli 1909     | Ersetzte am 6. Juli 1971 die Station Hudson Terminal; Übergang zu den Linien der New Yorker U-Bahn am Bahnhofskomplex Chambers Street–World Trade Center/Park Place/Cortlandt Street und der Linie am Bahnhof WTC Cortlandt.                                  |

### Hoboken
| Name    | Linien         | Eröffnung        | Bemerkungen                                                                                       |
| ------- | -------------- | ---------------- | ------------------------------------------------------------------------------------------------- |
| Hoboken | HOB-33 HOB-WTC | 26. Februar 1908 | Übergang zu Hudson-Bergen Light Rail und New Jersey Transit, ursprünglich zur Lackawanna Railroad |

### Jersey City
| Name           | Linien          | Eröffnung         | Bemerkungen |
| -------------- | --------------- | ----------------- | --- |
| Newport        | HOB-WTC JSQ-33  | 2. August 1909    | Übergang zu Hudson-Bergen Light Rail, ursprünglich zum Kopfbahnhof Pavonia Terminal der Erie Railroad. Dessen Flächen entwickelte die LeFrak Organization ab 1988 zum Stadtquartier Newport. Die PATH-Station hieß deshalb zunächst „Erie Station“, dann „Pavonia“, ab 1988 „Pavonia/Newport“ und seit 2010 „Newport“. |
| Exchange Place | NWK-WTC HOB-WTC | 19. Juli 1909     | Übergang zu Hudson-Bergen Light Rail, ursprünglich zur Pennsylvania Railroad, der Lehigh Valley Railroad und der Susquehanna Railway |
| Grove Street   | NWK-WTC JSQ-33  | 6. September 1910 | früherer Name: „Grove-Henderson Streets“ |
| Journal Square | NWK-WTC JSQ-33  | 14. April 1912    | früherer Name: „Summit Avenue“ |

### Harrison
| Name               | Linien  | Eröffnung       | Bemerkungen                                                                                              |
| ------------------ | ------- | --------------- | --- |
| Manhattan Transfer | –       | 1. Oktober 1911 | Am 20. Juni 1937 geschlossen; Umsteigemöglichkeit nach Newark Penn Station verlegt                       |
| Harrison           | NWK-WTC | 20. Juni 1937   | Ersatz der am 26. November 1911 eröffneten Station, die sich einige hundert Meter weiter nördlich befand |

### Newark
| Name   | Linien  | Eröffnung     | Bemerkungen |
| ------ | ------- | ------------- | --- |
| Newark | NWK-WTC | 20. Juni 1937 | Teil der Newark Pennsylvania Station. Ersatz der am 26. November 1911 eröffneten Station Park Place; Übergang zu Amtrak, New Jersey Transit und Newark City Subway |

## Rollmaterial

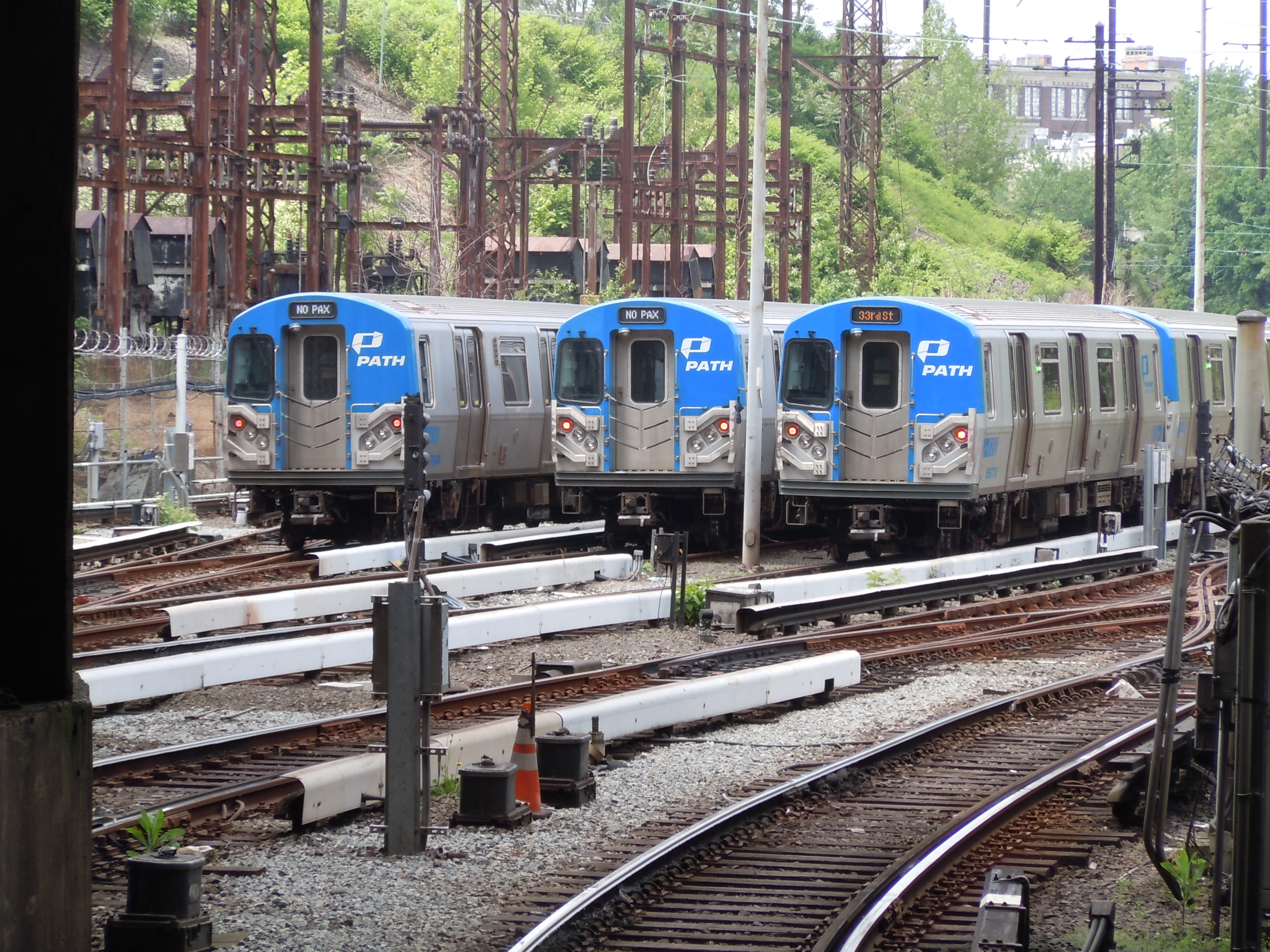
Züge des Typs PA-5 in der Abstellanlage am Bahnhof Journal Square, 2013

Das Lichtraumprofil des PATH-Netzes ist schmalprofilig, die Maße der Fahrzeuge ähneln denen der Division A der New York City Subway. Die Wagen sind 15,75 Meter (51'8") lang und weisen 35 Sitzplätze auf, die längs der Seite angeordnet sind. Die Züge erreichen eine Spitzengeschwindigkeit von 112 km/h (70 mph); normalerweise ist die Betriebsgeschwindigkeit aber nicht höher als 88 km/h (55 mph).

### Fahrzeugbestand
Es ist mit Stand 2022 geplant, dass das Rollmaterial in den 2020er Jahren 442 Fahrzeuge aus zwei Baulosen des Typs PA-5 von Kawasaki Heavy Industries umfassen soll.
In den 2000er Jahren beauftragte die Port Authority Kawasaki mit der Lieferung des ersten Bauloses von 340 Wagen des damals neuen Typs PA-5. Der Auftrag hatte einen Wert von 499 Millionen Dollar. Das durchschnittliche Alter der ca. 250 vorhandenen Wagen der Typen PA-1 bis PA-4 betrug vor der Lieferung der Neufahrzeuge 42 Jahre, der zu der Zeit höchste Wert in den gesamten USA. Die PA-5-Wagen sind eine angepasste Version des Typs R142A, der bei der New York City Subway verkehrt. Der erste der neuen Züge gelangte am 10. Juli 2009 zum Einsatz, die Erneuerung des Fuhrparks wurde 2011 abgeschlossen.
Zur Auslieferung in den Jahren 2021 und 2022, die sich aber auf 2022 bis 2023 verzögerte, bestellte die Port Authority ein zweites Baulos mit 50 neuen Fahrzeugen des gleichen Typs von Kawasaki. Der Auftrag wurde dann noch um 22 Fahrzeuge erweitert, so dass das zweite Baulos insgesamt 72 Wagen umfasst, die allesamt als angetriebene Mittelwagen ohne Führerstand gebaut sind. Zugleich werden über einen Zeitraum von sechs Jahren hinweg die 350 vorhandenen Fahrzeuge des Typs PA-5 modernisiert, von denen die ersten 2023 zurück in den Dienst gingen.

### Ehemalige Fahrzeuge
Die in mehreren Etappen von 1908 bis 1928 gelieferten Typen A, B, C, D, E, F, G, H, I, J sind nicht mehr im Einsatz. Je ein Wagen dieser wegen ihrer Lackierung so genannten „Schwarzen“ („black cars“) war mit Stand der 2000er Jahre im St. Louis Museum of Transportation und im Shore Line Trolley Museum in East Haven (Connecticut) zu sehen; zwei weitere stehen im Trolley Museum of New York.
1958 kamen 20 Wagen des Typs K in der Farbgebung „Zement“ hinzu. Sechs wurden nach ihrer Ausmusterung nach Philadelphia verkauft, fünf weitere ausgeschlachtet und am 19. Juli 1990 vor Point Pleasant, New Jersey, im Meer versenkt. Der Typ K gilt als der erste klimatisierte U-/S-Bahn-Wagen überhaupt.
Die Wagen der Typen PA-1, PA-2 und PA-3 wurden zwischen 1965 und 1972 gebaut. Ihre Aufbauten bestanden aus Aluminium und glasfaserverstärktem Kunststoff und wiesen auf jeder Seite je zwei Türen auf. Über den Türen befanden sich beleuchtete Zugszielanzeigen. Sie wurden von der St. Louis Car Company (Typ PA-1 und PA-2) und Hawker Siddeley (Typ PA-3) gebaut und waren miteinander frei kuppelbar.
Die Wagen des Typs PA-4 wurden 1986 von Kawasaki gebaut. Sie bestehen aus rostfreiem Stahl und weisen auf jeder Seite je drei Türen auf. Die beleuchteten Zugszielanzeigen befinden sich zwischen den Türen oberhalb der Fenster. Diese Wagen waren nicht gemischt mit den Typen PA-1 bis PA-3 betreibbar.
Die mit Aluminium gebauten Typen PA-1 bis PA-3 und alle älteren Fahrzeuge sind mit Stand 2023 ausgemustert, wenige Fahrzeuge des aus Stahl gebauten Typs PA-4 werden noch als Arbeitswagen verwendet.

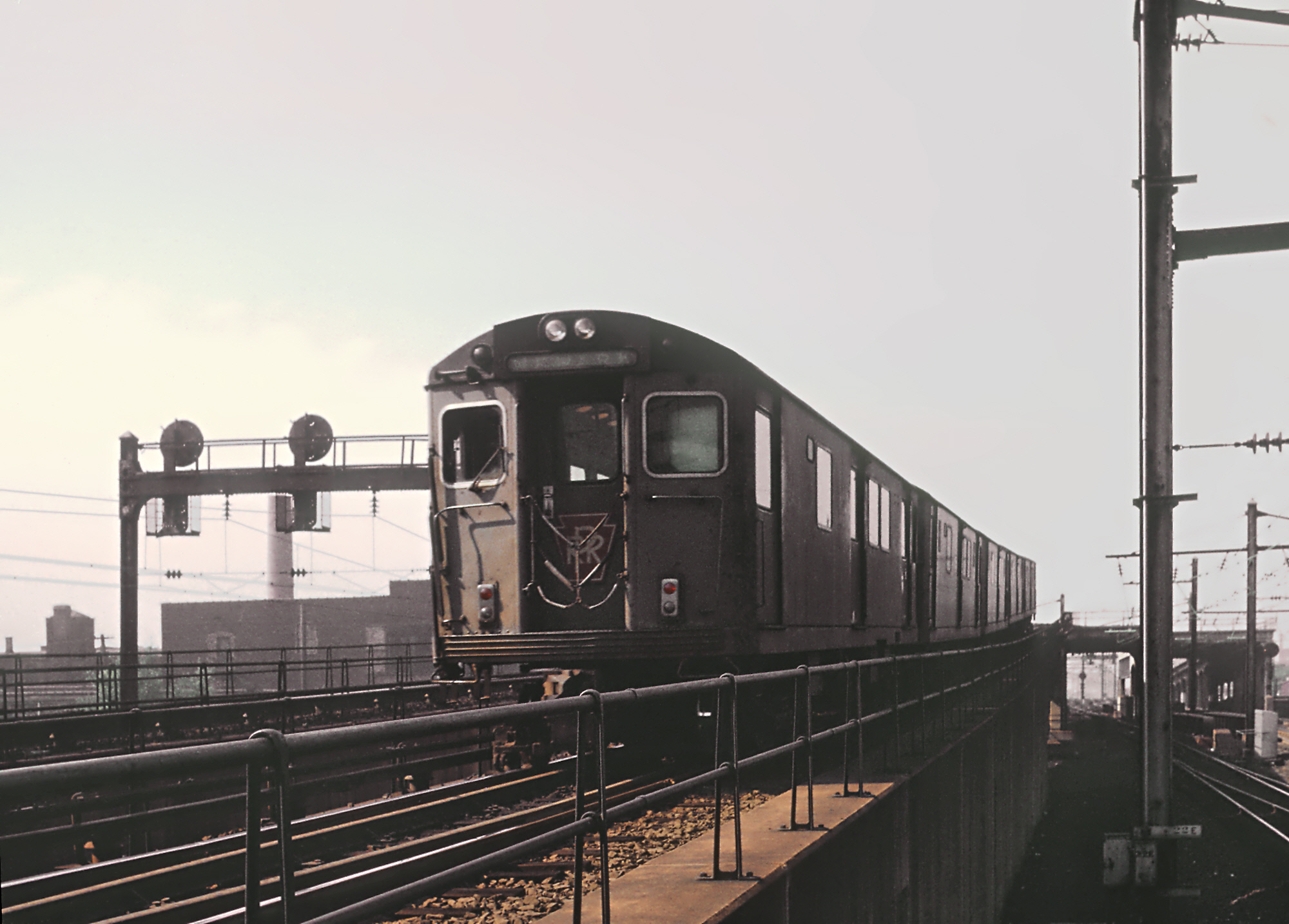
Ehemalige H&M-Wagen in Newark, 1966
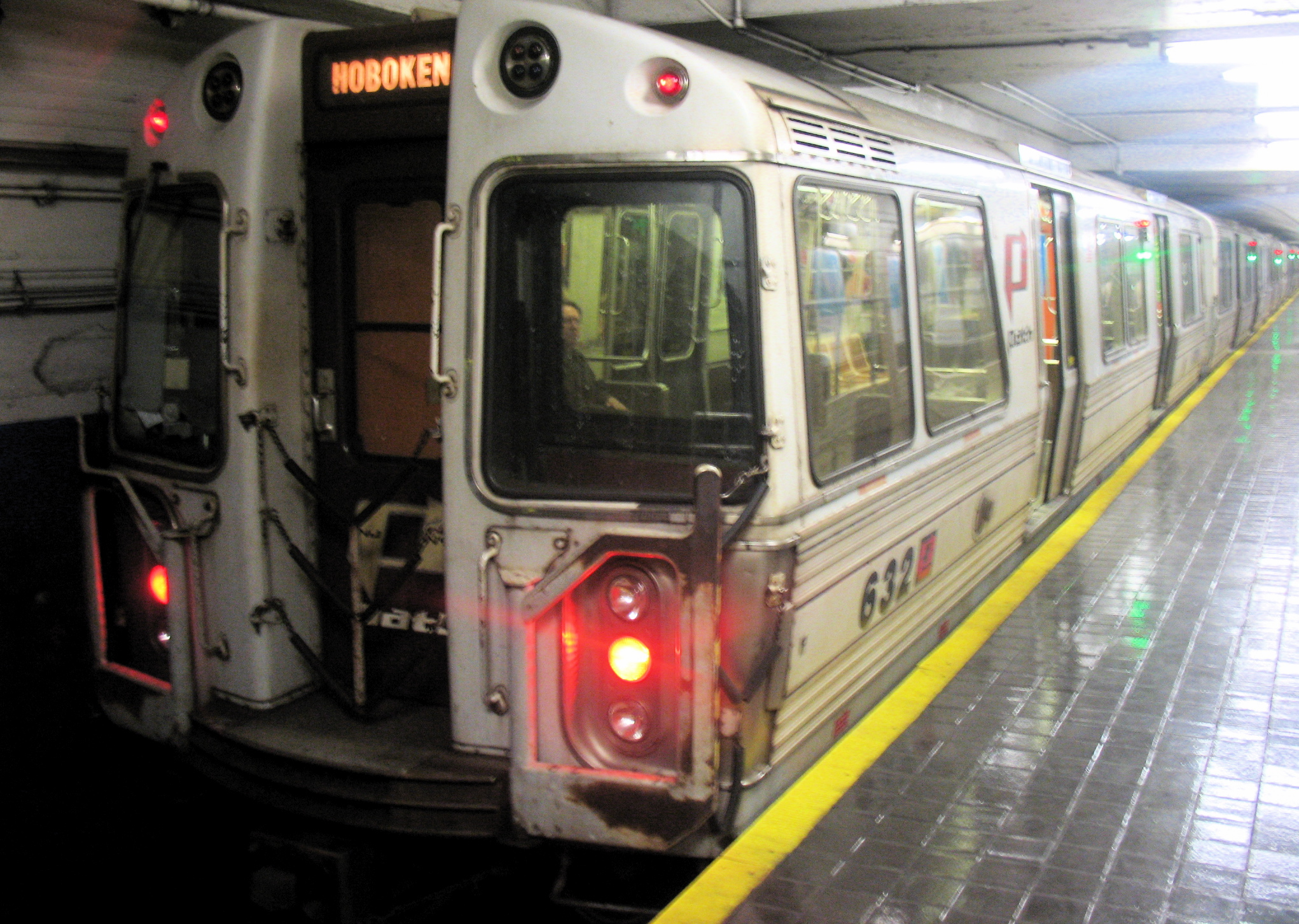
Typ PA-1
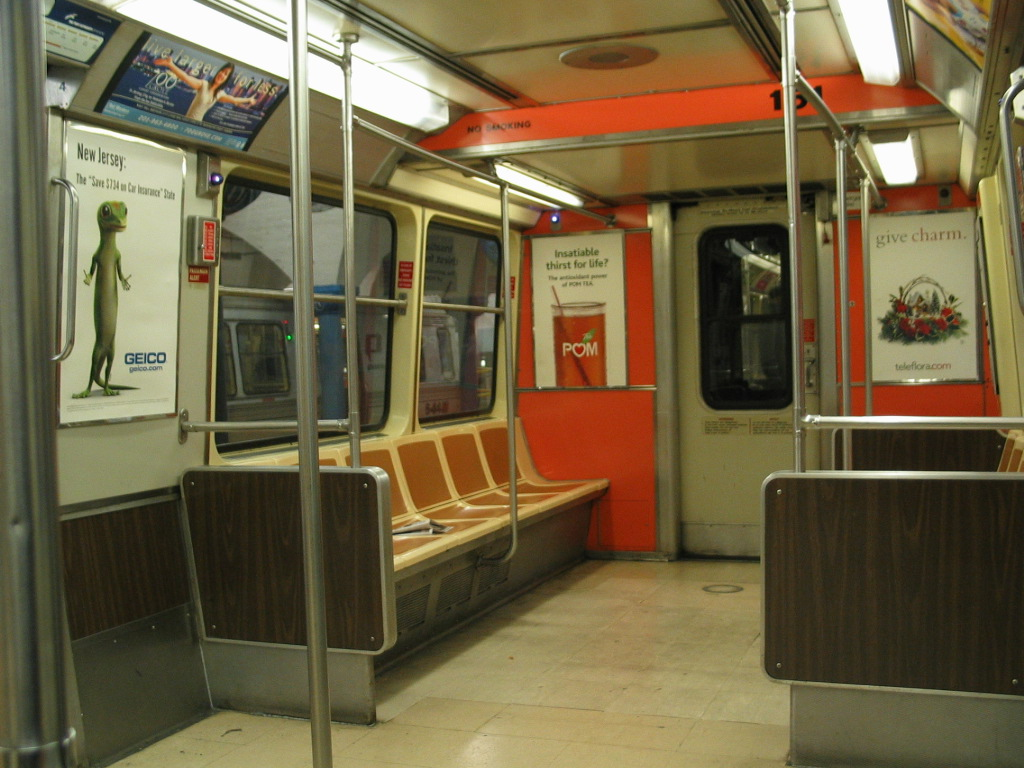
Fahrgastraum des Typs PA-2
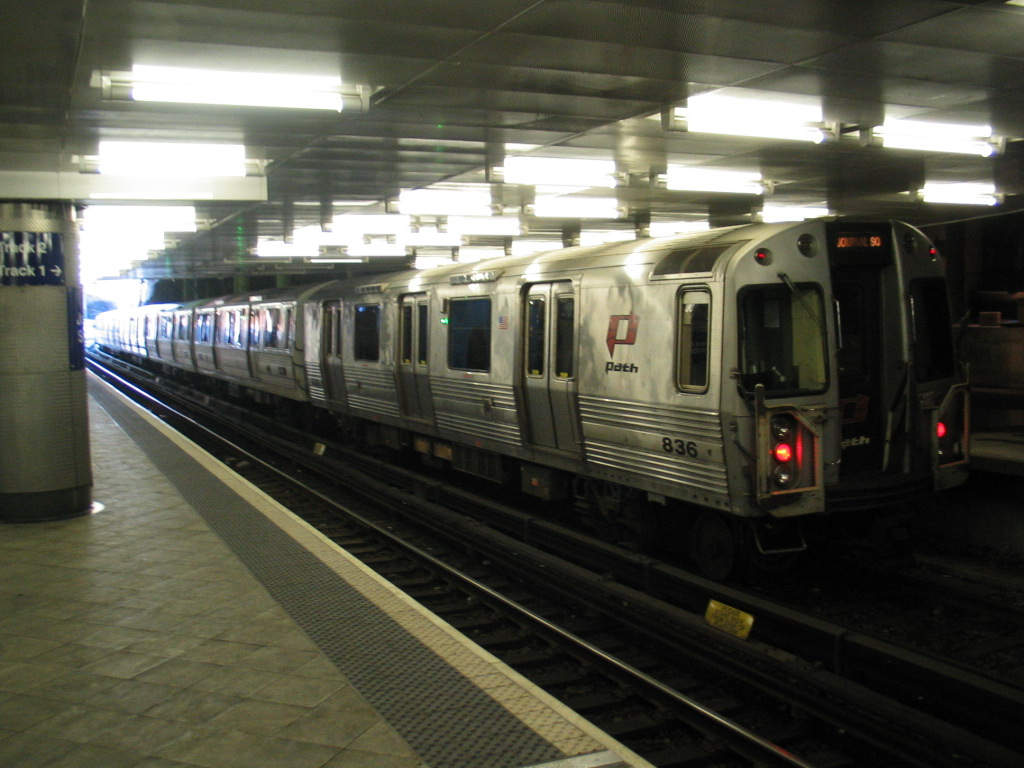
Typ PA-4

1972 belebte PATH eine Tradition der Hudson and Manhattan wieder, Züge zu benennen. Jeder Wagen wurde nach einer Gemeinde in New Jersey benannt, in der Pendler von und nach New York City leben. Obwohl das Netz von PATH relativ kleinräumig ist, stellt sie für 300 Gemeinden im Bundesstaat New Jersey die wichtigste Verbindung in die Metropole dar. Am Ende jedes Wagens befindet sich eine Aluminium-Plakette mit einem historischen Überblick und einer Kurzbeschreibung der Patengemeinde.

#### Zug aus dem World Trade Center
Die PATH räumte rechtzeitig während der Anschläge am 11. September 2001 die Station World Trade Center. Ein Zug wurde in der Station, die im Untergeschoss B-5 des Gebäudekomplexes angelegt war, leer zurückgelassen und beim Einsturz des World Trade Centers verschüttet.
Der Zug bestand aus den Wagen 845, 139, 143, 612, 750, 160, 745. Sie wurden beim Abriss der Untergeschosse geborgen und nach Staten Island abtransportiert. Die Wagen wurden zunächst von der Port Authority in einem Hangar auf dem Gelände des John F. Kennedy International Airport gelagert. Die am wenigsten beschädigten Wagen 745 und 143 wurden später an Museen übergeben, die übrigen verschrottet. Das Shore Line Trolley Museum erhielt Wagen 745 und Tübbingfragmente eines ehemaligen gusseisernen Fahrtunnels.

## Zukunft

### Erweiterung zum Flughafen Newark
| \| \| \| zur New York Pennsylvania Station / zum World Trade Center \| \| \| \| Newark Pennsylvania Station \| \| \| \| Oak Island Junction \| \| \| \| Newark Liberty International Airport \| \| \| \| Northeast Corridor Line / AirTrain Newark \| |  |                                                            |                                                            |
| Strecke · U-Bahn-Strecke |  | zur New York Pennsylvania Station / zum World Trade Center | zur New York Pennsylvania Station / zum World Trade Center |
| Bahnhof · U-Bahn-Kopfbahnhof Strecke ab hier außer Betrieb |  | Newark Pennsylvania Station                                | Newark Pennsylvania Station                                |
| Kreuzung geradeaus unten · U-Bahn-Kreuzung mit Eisenbahn geradeaus unten (Strecke geradeaus außer Betrieb) · Strecke quer |  | Oak Island Junction                                        | Oak Island Junction                                        |
| Bahnhof · U-Bahn-Kopfbahnhof Streckenende (Strecke außer Betrieb) · U-Bahn-Kopfbahnhof Streckenanfang |  | Newark Liberty International Airport                       | Newark Liberty International Airport                       |
| Strecke · U-Bahn-Strecke |  | Northeast Corridor Line / AirTrain Newark                  | Northeast Corridor Line / AirTrain Newark                  |

Im Oktober 2014 gab die Port Authority of New York and New Jersey (PANYNJ) bekannt, die Strecke nach Newark zum Newark Liberty International Airport erweitern zu wollen. Dazu solle die PATH-Strecke entlang des Northeast Corridor bis zur bestehenden Amtrak- und NJT-Station Newark Liberty International Airport Train Station an den Flughafen herangeführt werden, wo der Monorail AirTrain Newark die Verteilung der Fahrgäste auf die gut zwei Kilometer entfernten Terminals übernehmen soll. Planungen einer Erweiterung waren bereits in den siebziger Jahren erfolgt. Die 2014 vorgeschlagene Verlängerung stützte sich auf eine Studie der Port Authority aus dem Jahr 2012. Kritiker bemängeln, dass die Verlängerung nur den Flughafenbahnhof erreichen würde, wo für die Fahrt zu den Terminals weiterhin ein Umstieg nötig wäre. Der ÖPNV-Anteil an den Fahrten von und zum Flughafen Newark würde damit auch gemäß Schätzungen der Port Authority nicht wesentlich steigen.
Gemäß einem 2014 bekanntgegebenen, aber nicht eingehaltenen Zeitplan sollten die Arbeiten im ersten Quartal 2018 beginnen und nach fünfjähriger Bauzeit beendet werden. Die Baukosten wurden auf etwa 1,5 Milliarden US-Dollar geschätzt. Als Ergebnisse der Erweiterung werden neben der besseren Erreichbarkeit des Flughafens durch den Schienenverkehr auch eine Verringerung des Individualverkehrs erwartet. Ein weiterer Vorteil sollte auch die Erschließung von Wohnvierteln im Süden Newarks und in Elizabeth (New Jersey) vom neuen südlichen Endpunkt aus sein. Im Investitionsplan der PANYNJ für den Zeitraum von 2017 bis 2026 wurden 1,73 Milliarden Dollar für die Verlängerung bis zum Flughafenbahnhof vorgesehen. Bis Sommer 2021 hatte der Bau jedoch nicht begonnen. Nach der Corona-Krise Anfang der 2020er Jahre wurde die Verlängerung nicht mehr in den Geschäftsberichten der Port Authority erwähnt.